# Історія Чернігова

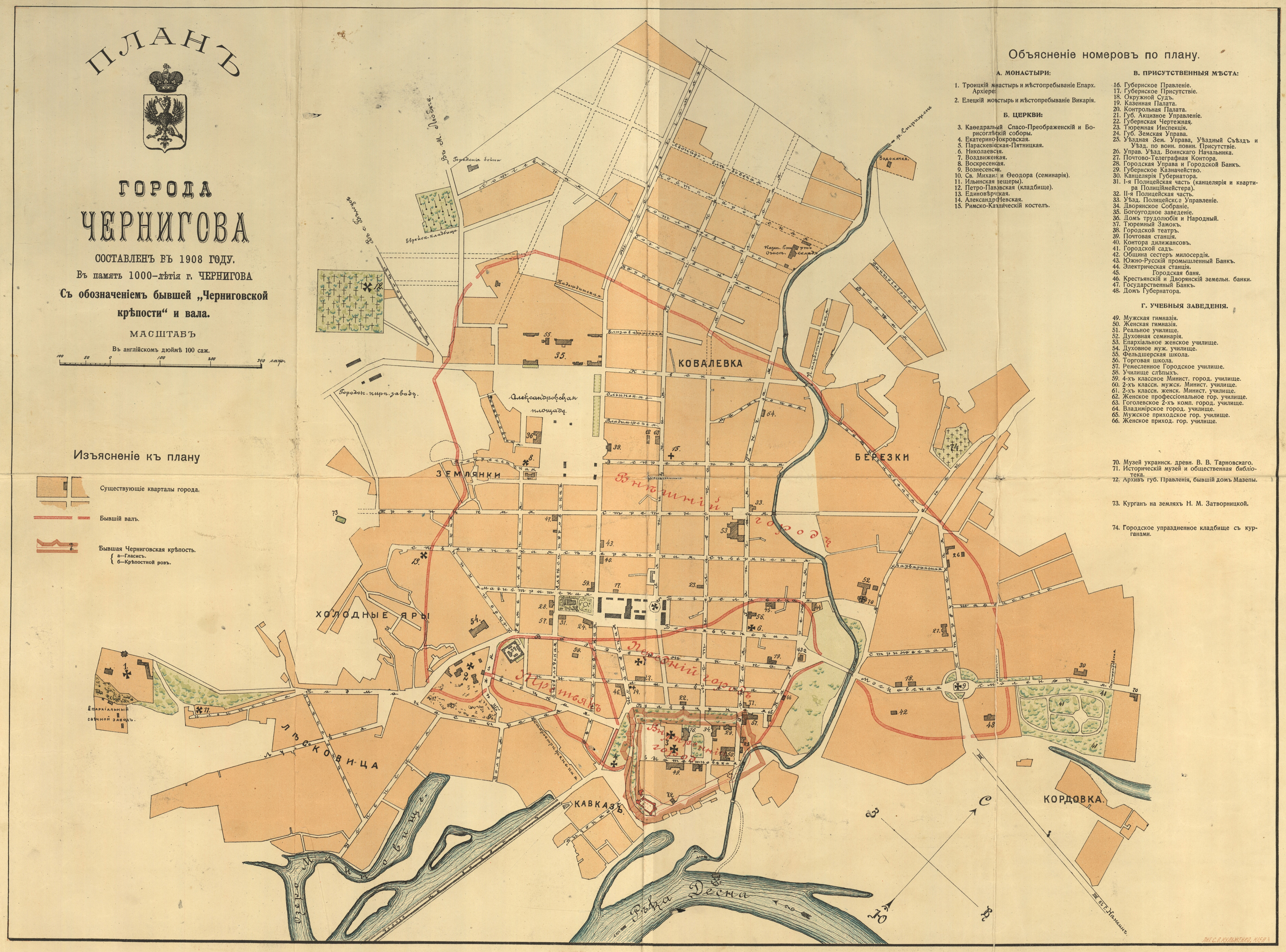
План Чернігова (1908).

Історія Черні́гова

## До появи міста

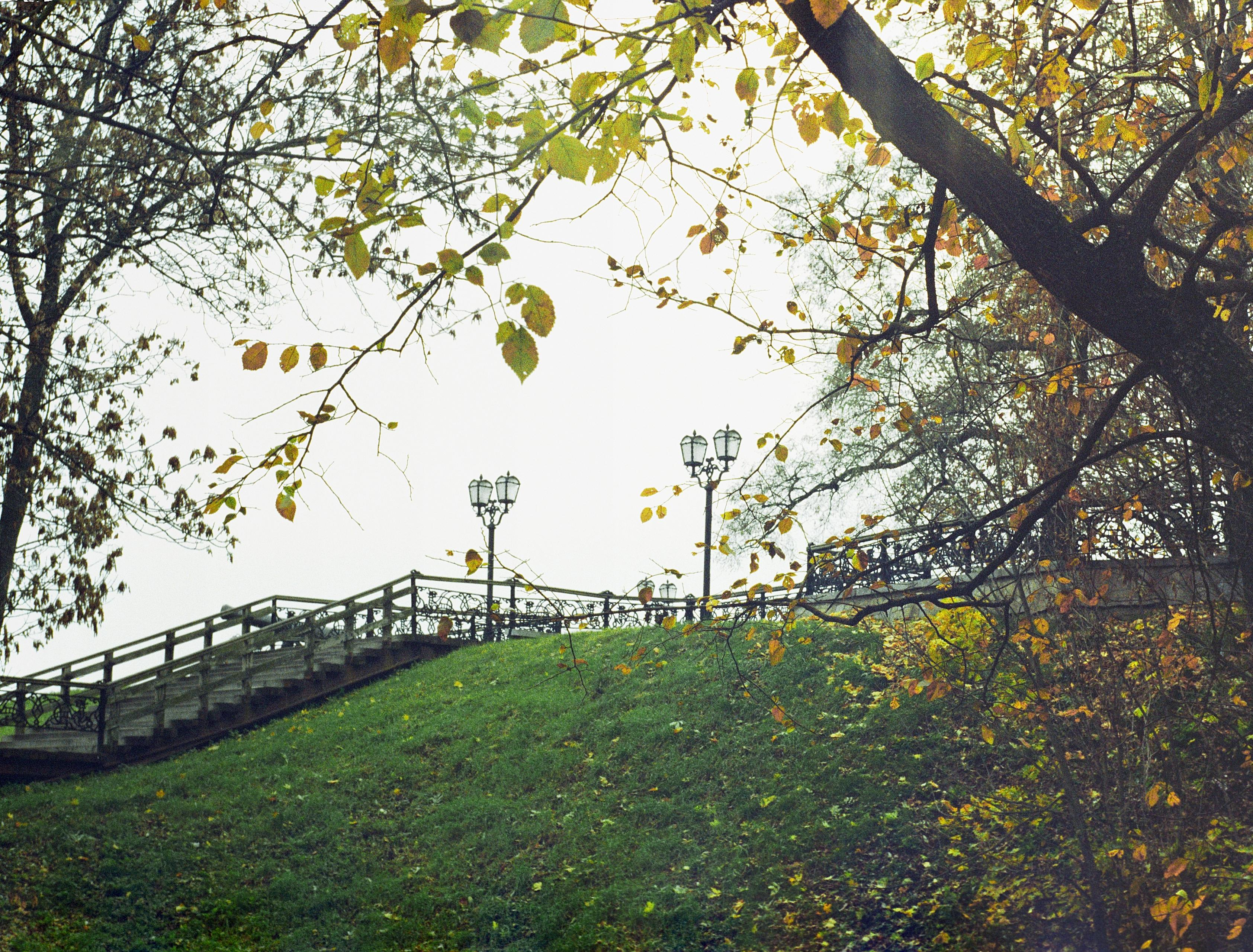
Вал, м. Чернігів

Територія Чернігова була заселена вже в II тис. до н. е. На його околицях, в урочищах Ялівщина і Татарська Гірка, виявлено поселення доби бронзи. Протягом III—V ст. нашої ери на території сучасного лісопарку Ялівщина й Олександрівки існували кілька ранніх слов'янських поселень. Науковці відносять їх до київської та колочинської археологічних культур. Сліди проживання людей наступних сторіч виявлені також на Кордівці, Лісковиці та Валу, на Єлецьких і Болдиних висотах, тощо.
На підставі археологічних досліджень, здійснених у різний час на території міста, науковці зробили висновок, що поселення, яке поклало початок Чернігову, виникло в останній чверті VII століття в південно-західній частині сучасного Валу.
Завдяки археологічним дослідженням можна змалювати наступну картину формування Чернігова. Десь близько VII ст. поблизу сучасного парку на Валу поселились люди, які вирубали ліс і обробляли землю. Сліди зораного поля виявлені безпосередньо на Валу. Очевидно, що й поселення землеробів виникло десь неподалік, найімовірніше — на високому березі понад Стрижнем. Його мешканці належали до племені сіверян — одного з найбільших східнослов'янських племен, яке проживало на широких просторах від Десни до Сіверського Дінця.
Ранній Чернігів міг бути центром одного з дрібних сіверянських племен.
Однак, як міське поселення Чернігів почав існувати у IX ст., тобто в часи бурхливої діяльності Олега.

## Руська доба (ІХ— ХІІІ ст.)

### ІХ століття
«У 884 р. ішов Олег на сіверян, і переміг сіверян, і наклав на них данину легку. І не велів їм хозарам данину давати».
Перша згадка про Чернігів в «Повісті временних літ» датована 907 роком, коли київський князь Олег в результаті успішного походу на Візантію уклав з греками угоду, за якою ті мали «даяти уклады на рускыя грады: первое на Киевъ, та же на Чернигов, на Переаславль, на Полтѣскъ, на Ростов, на Любечь и на прочиа грады...».
Чернігів згадується в договорі одразу після Києва, що вказує на значущість Чернігова в торговому житті Русі, а також натякає на те, що місто вже існувало в минулі століття.
У договорі, що був підписаний князем Ігорем та візантійцями у 944 р.,, Чернігів також згадується на другому місті.
Про Чернігів також згадує візантійський імператор Костянтин Багрянородний, описуючи міста, з якими торгує Візантія.

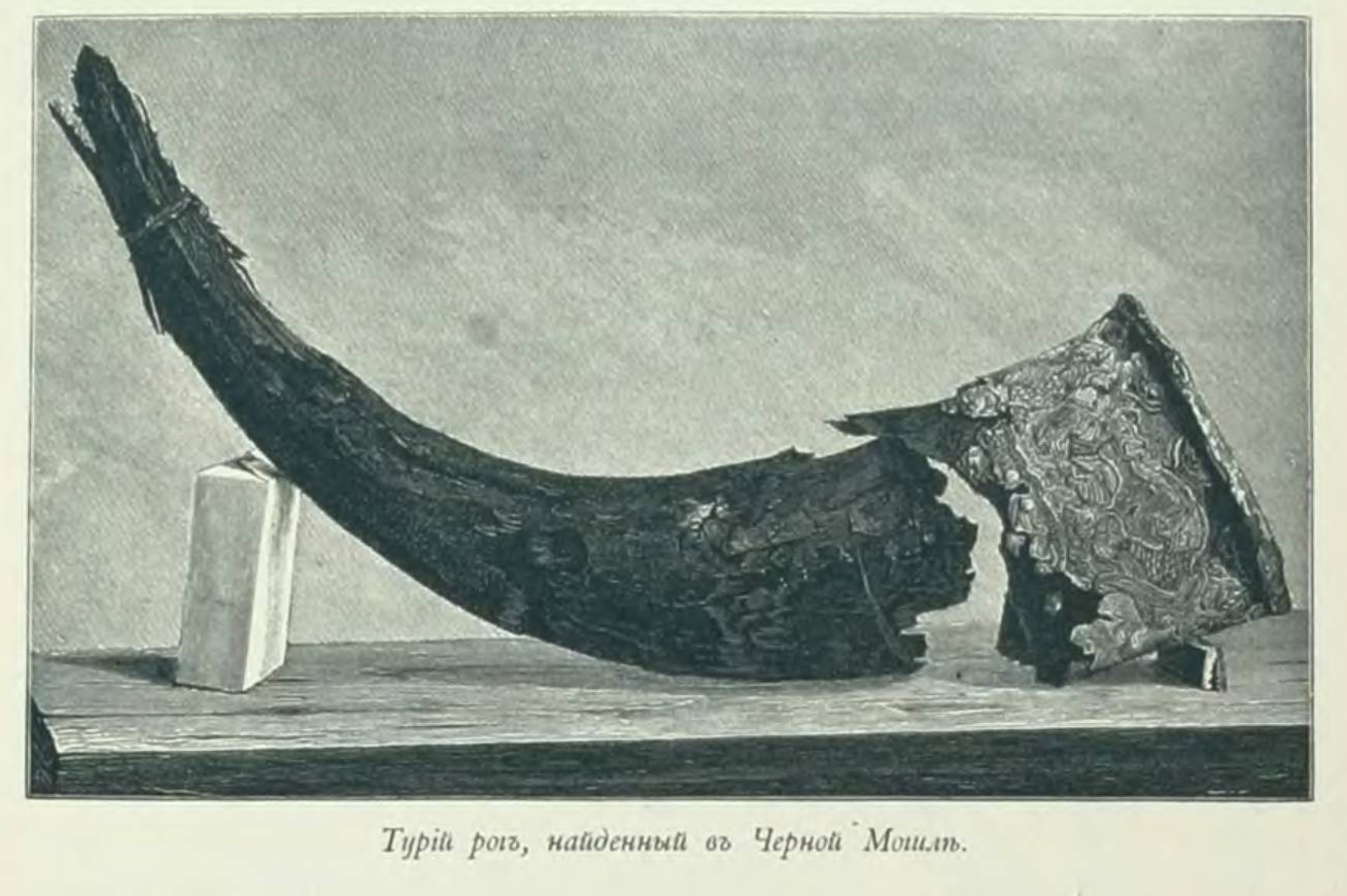
Турячий ріг з Чорної могили

Яскравим свідченням швидкого зростання Чернігова є давньоруські кургани. Вони з'являються на початку X ст. і до кінця сторіччя їхня чисельність швидко зростала. В Чернігові та його околицях зафіксовано сотні курганів. Курганні некрополі існували на Болдиних горах і поблизу П'яти кутів. Вони тягнулись на північ від Чернігова і розкинулись довкола приміських поселень, зокрема, Шестовиці. Поховання в курганах були різними. Покійників ховали як шляхом покладення тіл, так і спаленням. Чоловіки-воїни завжди мали з собою зброю. Нерідкими були поховання, коли поряд з чоловіком клали коня або жінку, які мали супроводжувати померлого у потойбічному світі.

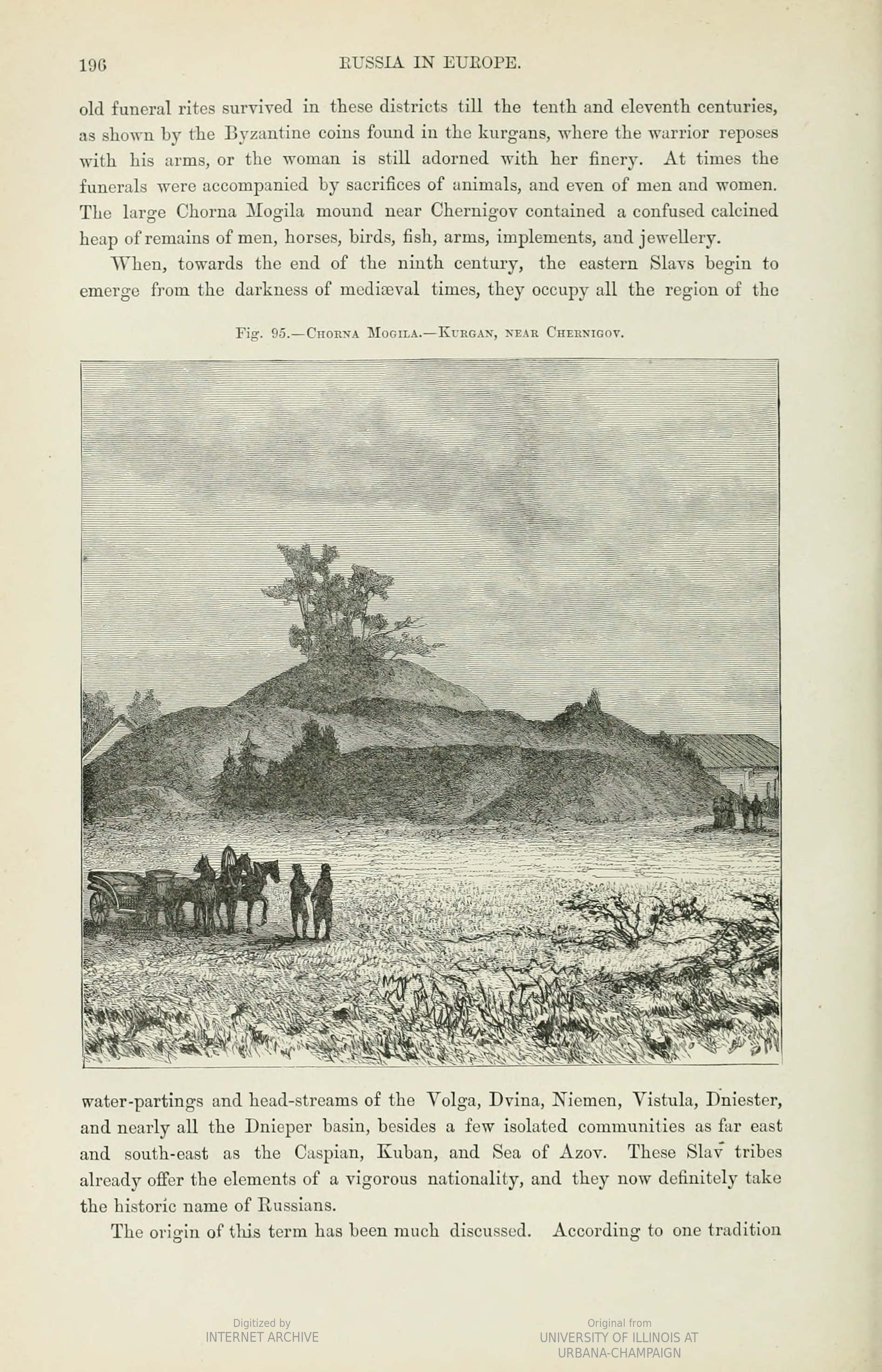
Курган Чорна могила у 1870-ті роки

Найбільшим чернігівським курганом є Чорна могила. Її насип сягає 10 м висоти, а діаметр — близько 40-ка метрів. Обряд поховання в Чорній могилі здійснений шляхом спалення. За знахідками речей можна встановити, що в ньому поховані двоє чоловіків і жінка. Спочатку покійників поклали у дерев'яну споруду — домовину або човен-ладдю, на якій давньоруські воїни вирушали в далекі походи. Потім споруду спалили, а зверху над згарищем насипали курган. В ньому знайдені два комплекти дорогого озброєння — мечі, списи, шоломи, кольчуги, щити, а також серпи, відра з медом, горщики з їжею. А у верхній частині курганного насипу знайдено два цілі турячі роги, оковані срібними пластинами з орнаментом.
За легендами, в Чорній могилі знайшов останній притулок засновник міста князь Чорний. Однак курган споруджено не раніше 960-х років, тобто, насправді, місто існувало ще до народження похованої в ньому особи.
В Чернігові збереглося ще два великі кургани — Гульбище і Безіменний, в яких теж поховані знатні воїни. Про це, крім зброї, свідчать залишки дорогоцінного одягу і речей.
Чернігівські кургани складають найбільший курганний некрополь на всій території дохристиянської Русі, а Чорна могила є найбільшим поміж всіх давньоруських курганів. Це свідчить, що в Чернігові проживала багата і впливова військово-дружинна верхівка. Чернігівські воїни брали участь у війнах князів Ігоря, Святослава і Володимира, які велись з метою зміцнення молодої київської держави. Таким чином, не лише перша письмова згадка, але й кургани дають підстави твердити, що навіть на ранньому етапі своєї історії Чернігів належав до кола найважливіших міст Русі.

### Х століття

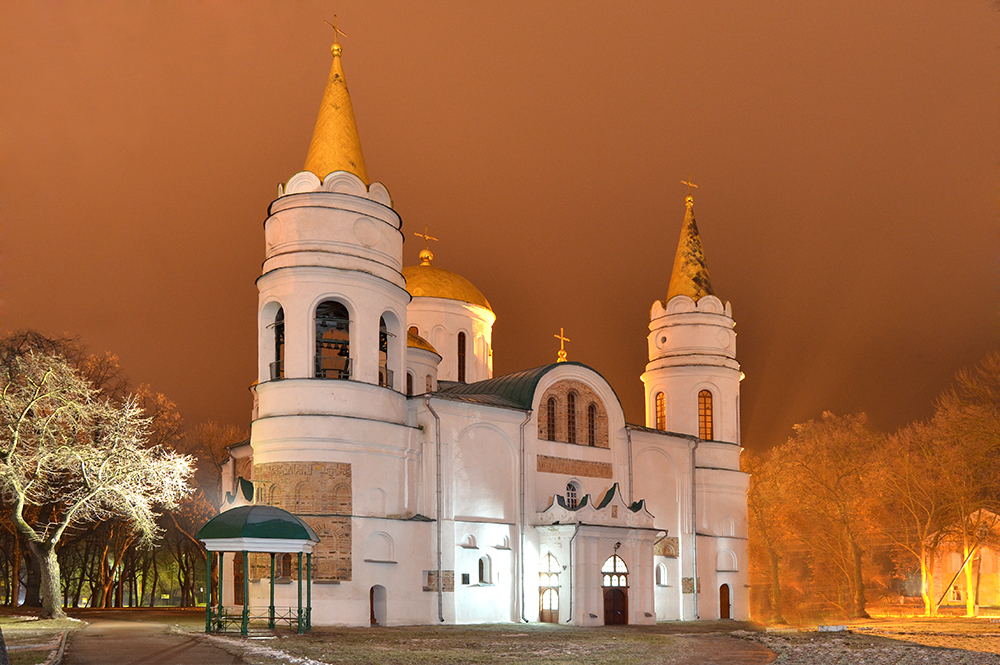
Перша кам'яна будівля в Чернігові — Спасо-Преображенський собор.

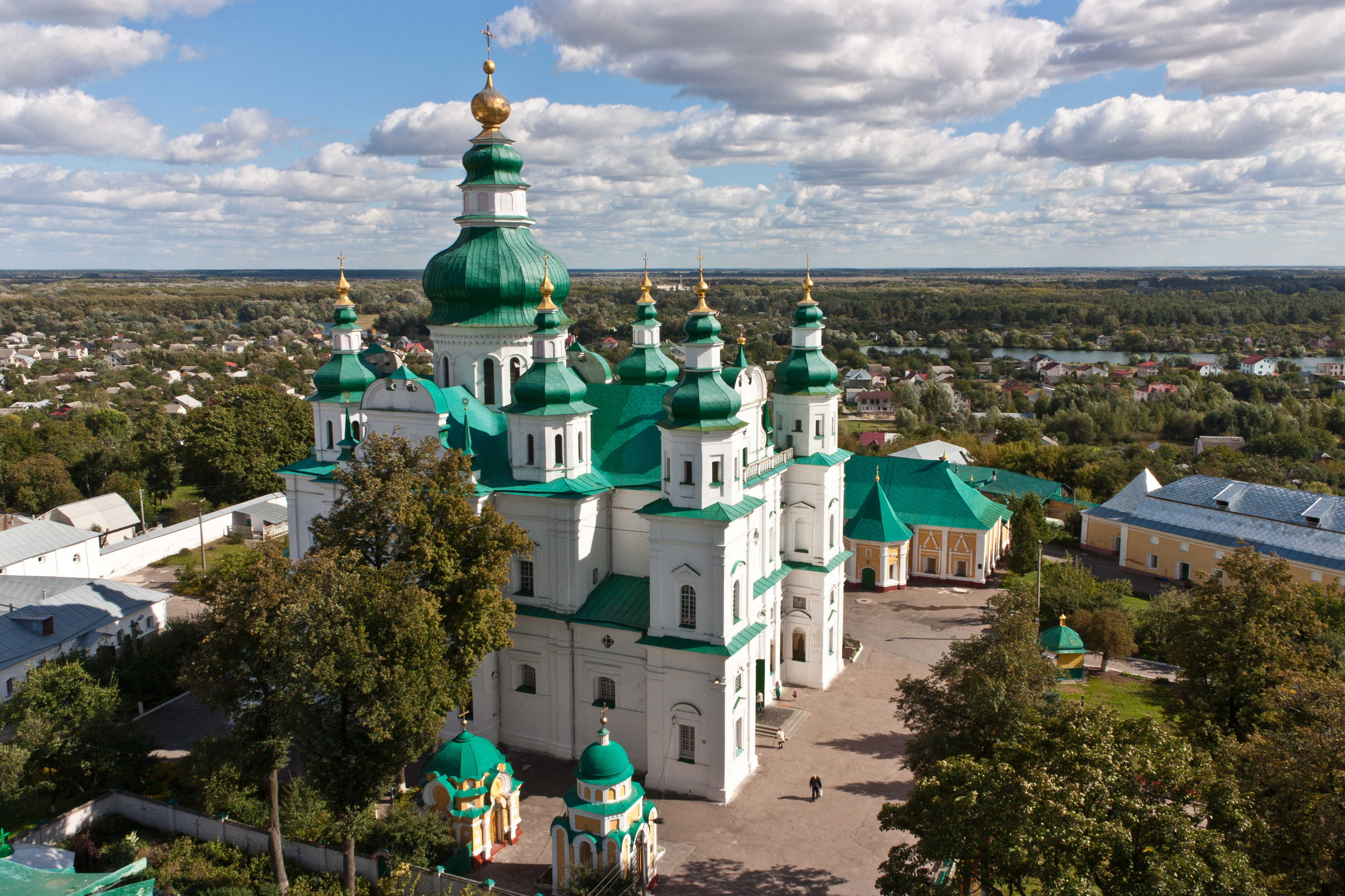
Троїцький монастир, м. Чернігів

За правління київського князя Володимира Святославича Русь прийняла християнство. Слід за киянами, приблизно у 988 або у найближчі роки чернігівці були охрещені. За легендою, цей обряд провели у Святому озері поблизу Десни. Після прийняття християнства знатні чернігівці перестали насипати нові кургани, оскільки поховання стали здійснювати за християнським обрядом. За князя Володимира Святославича, в ході розбудови фортець-«градів» по кордонам Русі, центр міста (дитинець) був реконструйований і займав усю південно-західну ділянку мису над Стрижнем.
У 1024 р. тмутороканський князь Мстислав Володимирович останнім долучився до усобиць синів князя Володимира за київський престол. В цьому ж році він переміг Ярослава Володимировича (київський князь від 1019 р.) у битві під Лиственом. Після перемоги Мстислав мав можливість взяти владу у Києві, але кияни відмовились пускати його у місто, тоді Мстислав вирішив розділити руські землі на 2 князівства: в Києві сидітиме Ярослав і правитиме у правобережних і білоруських князівствах, а Мстислав посів у Чернігові.
Саме при Мстиславі розпочалась велика розбудова Чернігова. Дитинець було розширено на схід і захід, його площа складала 10,5 га, будувались нові тереми, почалась розбудова княжого двору. Саме при Мстиславі розпочалось будівництво одного з найдавніших мурованих храмів Київської Руси — Спаського собору. Після смерті Мстислава у 1036 році він був в ньому і похований. За літописними згадками, на момент смерті князя у соборі були збудовані лише стіни без даху (висота стін тоді була такою, що стоячи на коні можна було рукою дістати до верху).
Після смерті Ярослава його сини знову почали боротьбу за владу. Чернігів дістався князю Святославу Ярославичу, він і започаткував династію чернігівської гілки Рюриковичів. Святослав правив у Чернігові понад два десятиріччя, з 1054 до 1076 р., а останні три роки був одночасно князем київським. Під час його правління на кордонах Русі з'явились нові кочовики — половці. У 1068 р. у битві на р. Альті вони розбили об'єднане військо руських князів і почали спустошувати руські землі. В листопаді на Чернігів рушила 12-тисячна орда хана Шарукана. Святослав мав під рукою лише 3 тисячі воїнів, але вийшов назустріч, до річки Снов. Чернігівці кинулись в атаку, розгромили половців, а хана взяли в полон. Це була перша в історії перемога русичів над новим небезпечним степовим сусідом.
1078 року за володіння Черніговом спалахнула війна між чернігівським князем Всеволодом Ярославичем та претендентом на чернігівський стіл Олегом Святославичем. 25 серпня після поразки Всеволода у битві на Сожиці, мешканці Чернігова зрадили його і прийняли своїм правителем переможця Олега. У вересні Всеволод із сином Володимиром Мономахом, у союзі з братом, київським князем Ізяславом Ярославичем, успішно штурмував місто й випалив посад. 3 жовтня Ярославичі розбили Олега в битві на Ніжатиній ниві. Ізяслав загинув у бою, внаслідок чого Всеволод став новим київським князем, а Чернігів дістався його синові — Володимиру. Олега Святославича було заслано до Візантії на острів Родос.
Володимир Мономах правив в Чернігові шістнадцять років (1078—1094). Він розбудовував Чернігів — спорудив на Дитинці один із храмів і кам'яний терем, від яких збереглися лише фундаменти; обладнав дорогу до Києва. Проте права Володимира на місто і Сіверську землю не визнавали діти Святослава Ярославича. 1094 року Олег Святославич повернувся з Візантії й разом з братами рушив на Чернігів. Святославичі взяли його в облогу. Справа закінчилась угодою, за якою Володимир Мономах покинув Чернігів. Згодом права Святославичів на чернігівський престол було підтверджено на Любецькому з'їзді.

### ХІ століття
Після досягнутих угод чернігівським князем став Давид Святославич. За його правління в місті велось велике будівництво, зокрема, споруджено Борисоглібський собор (1123 р.).
Найуспішнішим серед чернігівських князів ХІІ ст. став Святослав Всеволодович, який з 1164 р. правив у Чернігові, а у 1176—1194 рр. у Києві, але не забував про рідне місто. Він спорудив у Чернігові Михайлівську церкву і Благовіщенський собор, які, на жаль, не збереглися до нашого часу.
Святослав Всеволодович користувався надзвичайним авторитетом не лише серед руських князів, але й серед іноземних володарів. Він став одним з персонажів знаменитого «Слова о полку Ігоревім». Цікаво, що головний герой «Слова» — Ігор Святославич — наприкінці життя теж був чернігівським князем. Кілька представників чернігівської династії були визнані святими. Один з них, Микола Святоша, прославився тим, що відмовився від князівських почестей, став ченцем Києво-Печерського монастиря, і неодноразово мирив своїх родичів-князів під час численних конфліктів між ними.

### Розквіт (XII—XIIIст.)

Картина Г. Петраша «Чернігів у 13 ст.»

Давній Чернігів займав площу у 200 га. і стояв біля старого русла р. Стрижень. Центром місту був дитинець (15-16 га) — укріплений район в якому проживав князь і його наближені, тут знаходились кам'яні будівлі (церкви і будинок князя), терема і головна площа. Дитинець був обнесений рівчаком і стіною, і мав три в'їзди — Водні, Київські і Погорілі ворота.
Навколо дитинця був утворений окольний град, Тротьяк і Передграддя (близько 60 га), окольний град був забудований дерев'яними зрубними однокамерними теремами, обнесений стіною і простягався до сучасної Красної площі. Тут проживало торгово-ремісниче населення.
В низині, на південний захід від дитинця, розташовувався Поділ, заселений звичайним людом. Найбідніше населення міста проживало у напівземлянках.
Щодо чисельності населення є припущення, що на початок XIII ст. в місті проживало понад 20 тисяч осіб. За цим показником Чернігів був одним із найбільших міст не лише Русі, але й тогочасної Європи.
Основою економічного життя міста було ремесло. В Чернігові працювали ремісники різних спеціальностей. На початку XIII ст. в Чернігові нараховувалось не менше трьох десятків майстерень з виготовлення цегли різних форматів. Велика ковальська майстерня знаходилась на місці нині занедбаного будинку на розі вул. Ремісничої і просп. Перемоги.

Під час археологічних досліджень були виявлені столярські, склодувні, косторізні, ювелірні майстерні.

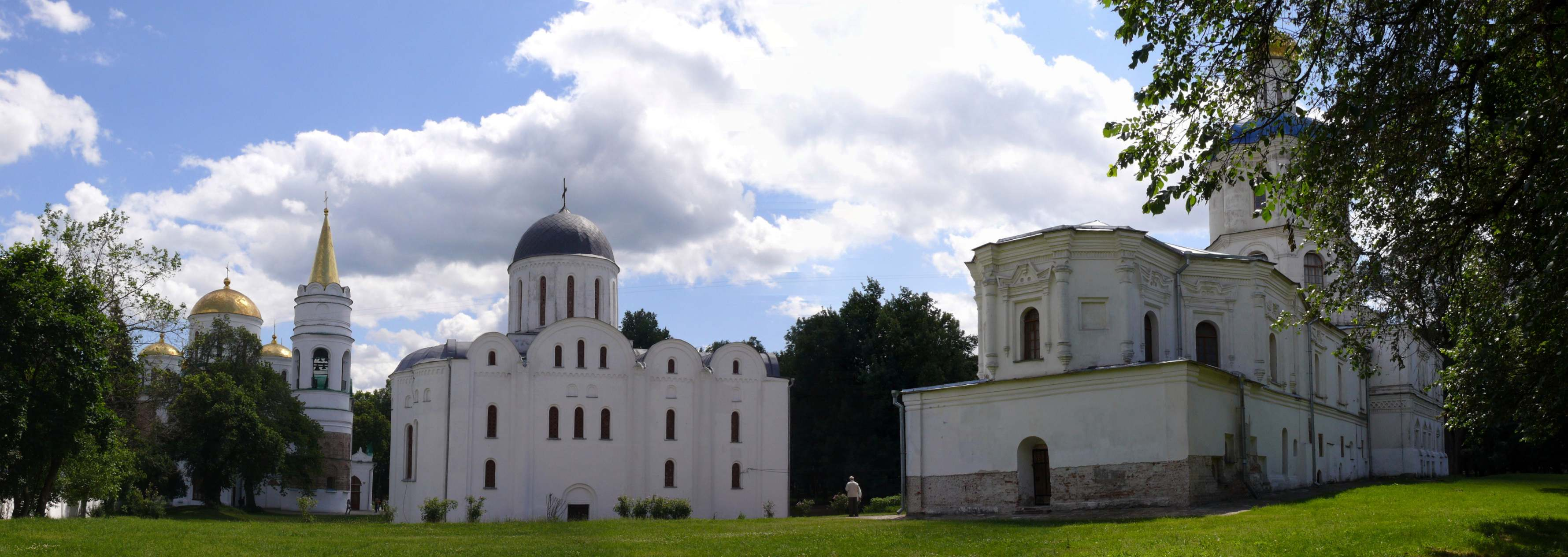
Дитинець в наш час

Бідне населення міста займалось землеробством, що підтверджується численними знахідками плугів, кос, наральників. Містяни також розводили тварин.
Центром торгівлі в Чернігові був «городський торг» — територія сучасних Красної площі і скверу ім. Богдана Хмельницького. Знайдені тут чернігівські гривні, а також арабські і візантійські монети, західноєвропейські ювелірні витвори свідчать про широкі зовнішні торгові зв'язки.
У Чернігові існувала і своя грошова одиниця — гривня чернігівського типу, яка була перехідною між київською і новгородською гривнею.

### Монгольська навала
Подальший розвиток міста був перерваний нашестям монголо-татарської орди хана Батия. В листопаді 1239 р. до міста підступили війська хана Менгу, біля стін міста почалась битва.
«Лют бо бе бой у Чернигова, оже и тараны на нь поставиша и меташа на нь камением полтора перестрела, а камень же яко можаху четырем мужем сильным подняти… И побежден бысть Мстислав. Множество от вои его избиено бысть», — повідомляє літопис. 18 листопада 1239 р. орди Батия «град взяша и запалиша огнем».
Археологічні дослідження повністю підтвердили літописні згадки. Археологи виявили великі сліди пожеж, залишки погорілих будівель. Був, навіть, знайдений замок з міських воріт, який татаро-монголи збили таранною машиною.
Місто було повністю знищене, а більшість жителів вбиті або полонені. Столицею князівства від цього моменту став Брянськ.
Свідченням того, що місто продовжувало жити, хоч і було спустошене, є згадка в Галицько-Волинському літописі про те, як волинський князь Володимир Василькович подарував Спасо-Преображенському собору Євангеліє у срібному окладі та з перлинами. Такий щедрий подарунок може свідчити про те, що богослужіння в місті продовжувались, а отже був і місцевий приход.
Під час археологічних досліджень виявлено кілька ремісничих майстерень поблизу дитинця.

## Литово-Польська доба XIII—XVII ст

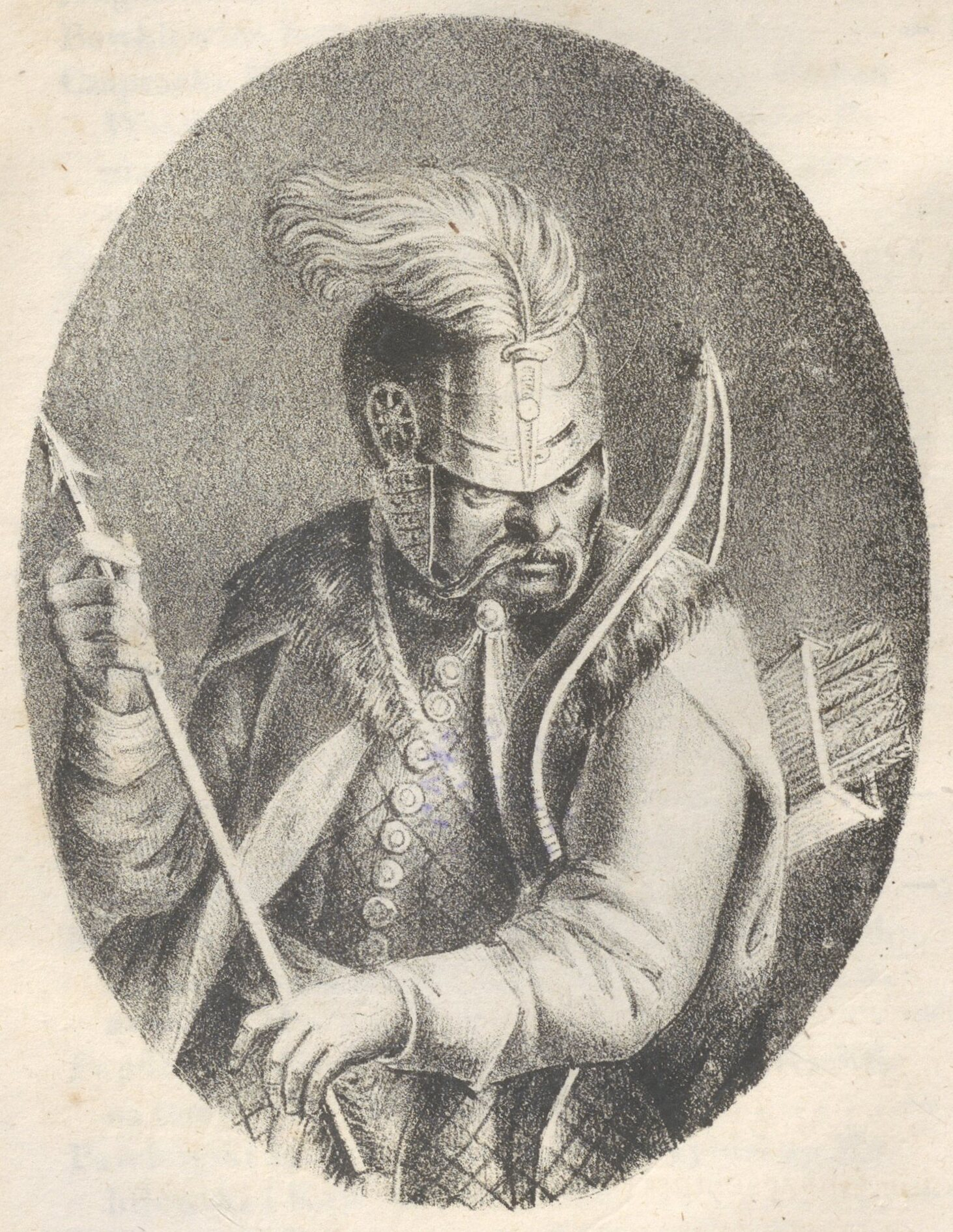
Князь Свидригайло Ольгердович

У 1355—1356 рр. більша частина Чернігівщини була приєднана до Великого Князівства Литовського. У 70-80-х роках XIV ст. наново збудовано дерев'яну фортецю. Місто поступово відновлювалось завдяки тому, що знаходилось на торговому шляху між Литвою і Москвою, а також Кафою і Москвою. У місті розташовувалась митниця, на якій брали 3 гроши з воза.
На початку XV ст. Сіверщиною правив князь Свидригайло, який прославився своєю боротьбою за литовський престол і у 1430 р. став великим литовським князем.
В ході воєн між Литовським і Московським князівством, спершу частина чернігівських земель перейшли під владу Москви, а за тим і саме місто Чернігів (1500 р.).
Під час військової кампанії 1507 р. литовці спалили Чернігів, але взяти під свій контроль змогли тільки Любеч з околицями.
В 1531 р. «повелением великого государя Василья Ивановича» була збудована нова фортеця. В ній помістили гарнізон московських військ, артилерійський двір і адміністративні будівлі. На початку XVII ст. тут знаходилось «гармат больших 27, поставленных на башнях и на стене так, чтобы можно было со всех сторон поражать и оттеснять неприятеля; было еще много меньших гармат».
В цей час місто активно заселялось російським населенням, зокрема, військовими. У місті налічувались 1000 московських воїнів, обслуговуванням яких і жило місто. Старі ж землевласники, що сиділи тут від XIII ст., поступово виїхали до Литви.
Ремісництво і торгівля в місті майже не розвивались. У 1602 р. Чернігів платив до Москви всього 7 рублів оброчного податку, та ще 17 з навколишніх земель. Це була мізерна сума, що свідчить про відсталість міста, котре в Москві розглядали лише як прикордонний форпост.
У 1562 році під час Лівонської війни, війська литовського полководця Філона Кміти підійшли до Чернігова. Заохочений перемогою у Битві під Остром, Філон Кміта того ж тижня подався під Чернігів. По дорозі він наздогнав загін російських дружинників, який прямував під Київ, та, обравши вигідне становище, розбив його вщент. На розголос цих подій під його корогву звідусіль збігались сміливці, і незабаром загін зріс до чисельності 1400 вершників, з ним Кміта обложив Чернігів. Обложені боронилися з найбільшим завзяттям, Кміта ведучи своїх солдат на штурм був підстрелений у праве плече так, що куля пройшла наскрізь, але він не йшов з поля бою, аж допоки здобув і спалив Чернігів.
У листопаді-грудні 1604 р. до міста прийшло військо Лжедмитрія. Чернігів було оточено, але взяти його не змогли. Проте, чернігівці самі пішли на переговори і перейшли на бік новоявленого царя, коли дізнались, що Моровськ здався Лжедмитрію. Чернігів став першим великим містом, що визнало його владу. Після перебування в Чернігові, Лжедмитрій рушив у Новгород-Сіверський, а у Путивлі проголосив себе царем. Утвердившись у Москві, він, на подяку, звільнив Чернігів і всю Сіверщину на 10 років від будь-яких податків.
Коли поляки ув'язались в московські усобиці після смерті Лжедмитрія, ротмістр Горностай, у березні 1610 р., спалив фортецю Чернігова. Жовніри вирішили не закріплюватись у місті і відступили. Горностай намагався вивезти дзвони з Єлецького монастиря, але вони виявились занадто важкими для цього.
Цікаво, що Сигізмунд III, борючись за московський престол, засудив дії Горностая, адже сподівався на підтримку Сіверщини, а тепер регіон фактично був безвладний.

### ПісляДеулінського миру
З 1618 р., коли Чернігівщина була включена до складу Польської держави, в Чернігові мало місце замкове управління на чолі з комендантом. Після влаштування своєї влади, поляки взялись за відбудову фортеці і заселення її околиць.
Населення міста тоді становило вже біля двох тисяч осіб. Швидко зростали міські околиці. Виникли або відновились такі села й хутори як Києнка, Коти, Масани, Подусівка, Старий і Новий Білоуси, Бобровиця, Киселівка та ін.
Вже у 1623 році, Чернігів отримав від польського короля Сигізмунда III привілей на Магдебурзьке право. У 1634 р. воно підтверджене Владиславом IV і в 1650 р. Яном Казімером. Відповідно до цього, в місті створений орган самоуправління — магістрат на чолі з війтом. Першим чернігівським війтом став шляхтич Ян Куновський, який одночасно виконував і обов'язки коменданта фортеці. Службовці місцевого магістрату призначались королівською адміністрацією. Війта призначав особисто король, як правило, з польських шляхтичів.

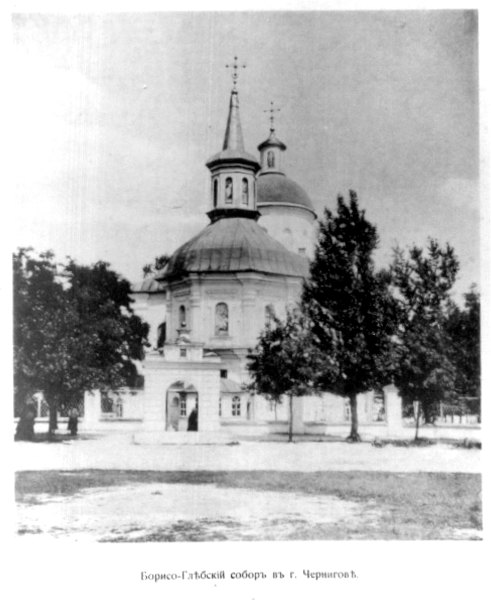
Борисоглібський собор перебудований у вигляді домініканського костьолу. Давньоруський вигляд собору повернули під час реконструкції у 1950-х роках

Мешканцям міста надавались певні привілеї. Насамперед, містяни (купці, ремісники тощо) звільнялись від усіх інших юрисдикцій, і підкорялись тільки магдебурзькому праву. Вони звільнялись від ряду повинностей: від військового постою, від обов'язку ходити на рибну ловлю для старост. Крім того, надавались можливості «всякому мещанину… меди, пива варить, солоди робить, горелку курить… за две мили вниз и вгору от города рыбу ловить» та ін.
Місту також надано значні земельні території, які служили джерелом прибутків. Чернігівцям також надавалось право влаштовувати «торги всякие и купли разные», що здійснювалось на ярмарках.
Проте, за містянами закріплювались певні податки. Так вони мали «солоди и всякий хлеб в мельницах Его королевских молоть и платить за мливо по ревизорскому установлению». Їх також зобов'язували брати участь у будівництві і ремонті вітряків, ремонтувати паркани, рити рови. Міщани Чернігова також несли військову повинність. Вводились нові мита і податки на торгівлю і промисел.
На жаль, магдебурзьке право не вирішувало проблем національно-релігійного і соціального гніту.
Попри протести городян, чернігівський Борисоглібський собор було перетворено на домініканський храм. Домініканці перебудували собор, надали йому вигляду костьолу — на фасадах збили напівколони, пробили високі стрільчасті вікна, подібно до готичних споруд. У 1626 р. утворена греко-католицька архімандрія, яка довгий час існувала формально в чернігівському Єлецькому монастирі. Прихильників унії було мало, позиції греко-католиків виглядали непереконливо, і архімандрит Кирило Транквіліон-Ставровецький не зміг відбудувати напівзруйнований Єлецький монастир.

## Доба Гетьманщини

### Події 1648—1653рр. в Чернігові і його околиці
Чернігів став одним з перших міст, яке отримало повідомлення про повстання Богдана Хмельницького.
Доведені до відчаю магнатсько-шляхетською тиранією селяни й міщани часто створювали свої окремі загони на місцях і «панов своих… ляхов… ксендзов позабіяли (костелы) попустошили». Стихійний рух поступово переростав у організоване повстання.
Слід зазначити, що в місті перебувала шляхта майже зі всього Лівобережжя. Великий магнат Ярема Вишневецький, тікаючи від повстанців, зупинявся в Чернігові й схиляв шляхту на свій бік, пропонуючи йти разом із ним за Дніпро, на Правобережжя. Однак чернігівська шляхта, не усвідомлюючи ще всієї небезпеки й покладаючись на захист оточуючих лісів, залишилась, сподіваючись відсидітись у міцному замку. Та наприкінці травня козаки підступили до міста, а 13 червня вже стало відомо про облогу Чернігова повстанцями.
Владислав Єжи Халецький писав 3 липня 1648 р. віленському воєводі, що «Чернигов уже полторы недели держится в осаде… Господь Бог только знает, выдержат ли осажденные, ибо не имея где взять пороха, уже не стреляют с пушек, а только с ружьев обороняются».
За свідченням джерел, облога Чернігова тривала три тижні. І замок не витримав її. Згідно з відомостями анонімного кореспондента із Варшави від 2 серпня, сусідні з Черніговом міста також здавались козакам, «выдавая им на муки шляхту католиков»; в одному з них «больше чем 800 шляхты вырублено».
Однак під час Визвольної війни Чернігів ще довго продовжував бути ареною боротьби з польським військом, магнатами й шляхтою. Становище склалося таким чином, що після Зборівського договору 1649 р. Чернігівщина знову повернулась під контроль польської знаті.
На початку 1651 р. боротьба відновилась. Тут було зосереджено 20 000 чол. Чернігівського полку Мартина Небаби. А незабаром на допомогу чернігівському полковнику прибуло значне підкріплення: Київський і Ніжинський полки. Богдан Хмельницький відправив у Чернігів частину Чигиринського й Кропивенського полків.
Після звільнення Чернігова козаки намагались взяти Гомель, але були розбиті у бою під Ріпками.
У результаті численних боїв військові сили України значно вичерпались. Богдан Хмельницький змушений був піти на підписання миру. 18 вересня 1651 р. підписаний Білоцерківський договір. Після цього коронне військо Речі Посполитої знову окупувало Чернігівщину.
Тим часом литовський гетьман Януш Радзивілл розташував свої полки в білоруських містах Бобруйську, Речиці, Гомелі, Чичерську, Могильові й посилено готувався до наступу на Україну. Знаючи задумки Радзивілла, Богдан Хмельницький не забарився з підготовкою до відбиття ворога. Важливим її плацдармом став Чернігів.
Вирушаючи на боротьбу з королівською армадою, Богдан Хмельницький, на випадок вторгнення Радзивілла, розпорядився залишити «часть войска под Чернеговом, то есть полк нежинскій, переясловскій, чернеговскій противко войска литовского… придавши козакам килка мурз орди…»
Командувачем козацького війська, зосередженого на литовському фронті, став ніжинський полковник Іван Золотаренко. Переяславський полк очолював Іван Іванов, Чернігівський — Степан Подобайло.

Велика сутичка козаків із військом Радзивілла відбулась наприкінці весни 1653 р. під Любечем.

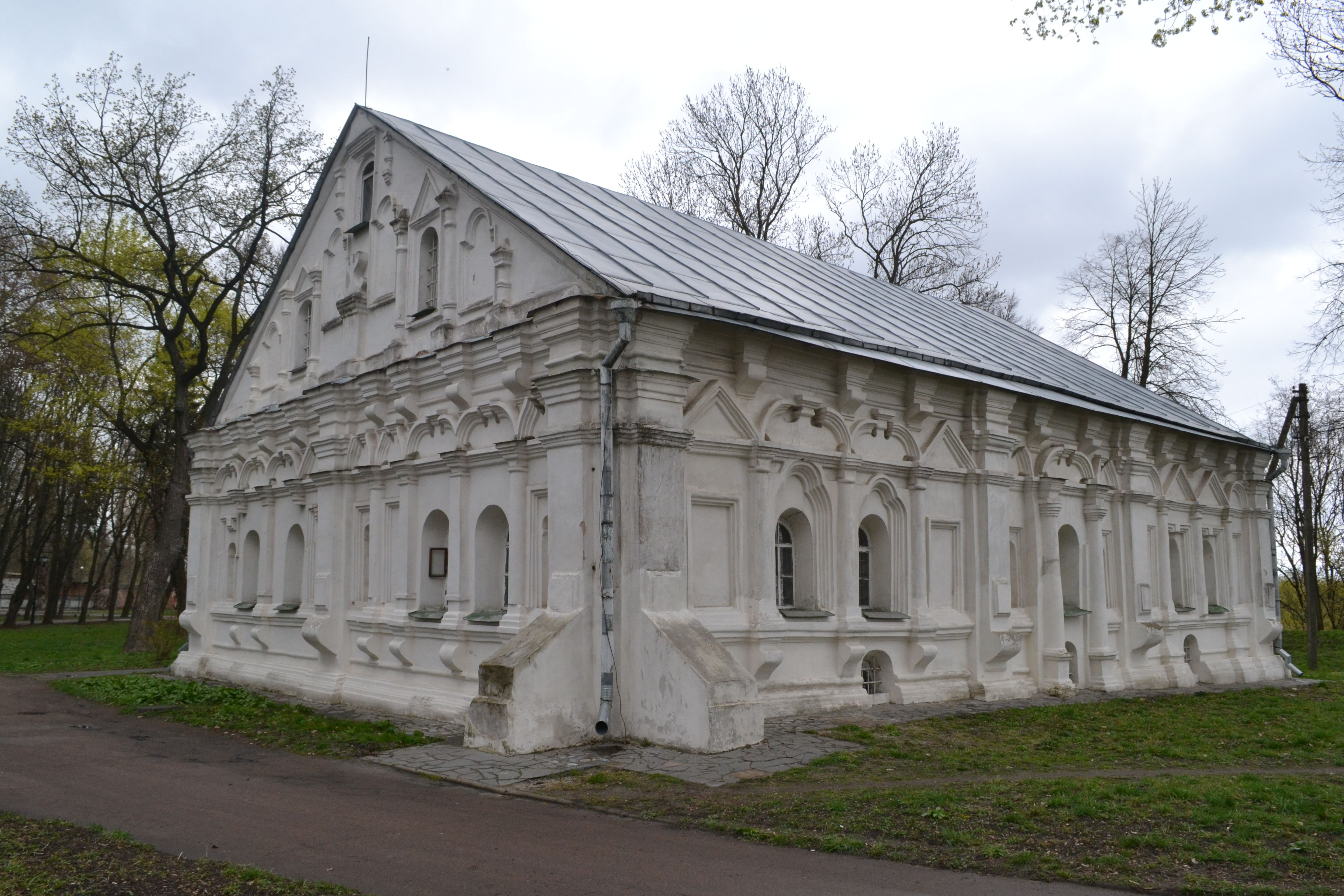
Будинок полкової канцелярії в Чернігові

### Чернігів як полковий центр
Піднесення життя Чернігова почалося, коли він увійшов до складу Козацько-Гетьманської Держави і став центром Чернігівського полку.
В 1654 році чернігівці на площі біля Спасо-Преображенського собору присягали на вірність російському царю, згідно з угодою між московськими послами і Богданом Хмельницьким про взяття присяги на вірність в усіх жителів полкових міст.
У середині й другій половині XVII ст. на Чернігівщині зберігалась дія Магдебурзького права. Російський уряд після Переяславської ради підтвердив його спеціальними грамотами містам. Дві підтверджувальні грамоти отримав і Чернігів (26 червня 1655 р., 1687 р.).
У 1659 р. до Чернігова приставили російського воєводу з військом, обслуговування якого лягло на чернігівців. Хліб для чернігівських ратних людей боярин і воєвода Петро Васильович Шереметєв у 1666 р. «велел… собирать» із чернігівських, менських, сосницьких і понорницьких млинів; а поки цей хліб зберуть, він дав вказівку «солдат и стрелцов кормить мещаном». За гетьманування Івана Брюховецького російських солдат в Чернігові було 1200 осіб. Лише у двох місцях (одне з них — Чернігів) для солдат будували спеціальні казарми.
Невдовзі виявилось втручання воєвод у полковницькі побори. Коли навесні 1666 р. Роман Ракушка-Романовський відправив своїх людей для проведення хлібного збору з млинів Менського, Сосницького й Понорницького повітів. У результаті таких дій воєвод у конфлікт із ними та ратними людьми вступала старшина й інші представники панівних станів України. Загострились відносини місцевої знаті з воєводами і в Чернігові. Так, чернігівський полковник Василь Ігнатович «учал делать виводи и роскати прибавочніе» для того, щоб «у ратних людей води отнять и всякую тесноту учинить». А Леонтій Полуботок загородив плотиною на річці Стрижні «водяной произд», по якому в фортецю доставлялись хлібні припаси, «и поставил мелницу а в том месте и на той реце мелниц преж сего отнюдь не бывало».

У 1666 р. московські чиновники провели перший перепис жителів Чернігова. Вони зафіксували у місті 314 дворів міщан. Вважається, що на той час у кожному дворі мешкало 7 — 8 людей. Здійснивши приблизні підрахунки, можна припустити, що в місті проживало близько 2 — 2,5 тисяч осіб міщанського стану. Цікаво, що в місті майже не було бідних людей — перепис зафіксував лише 12 дворів «убогих» міщан. Оскільки переписи в той час проводили з метою встановлення податків, то в ньому засвідчені дані лише про платоспроможних чернігівців. Якщо приблизно додати звільнених від податків людей — вийде населення міста в 3000 осіб. 

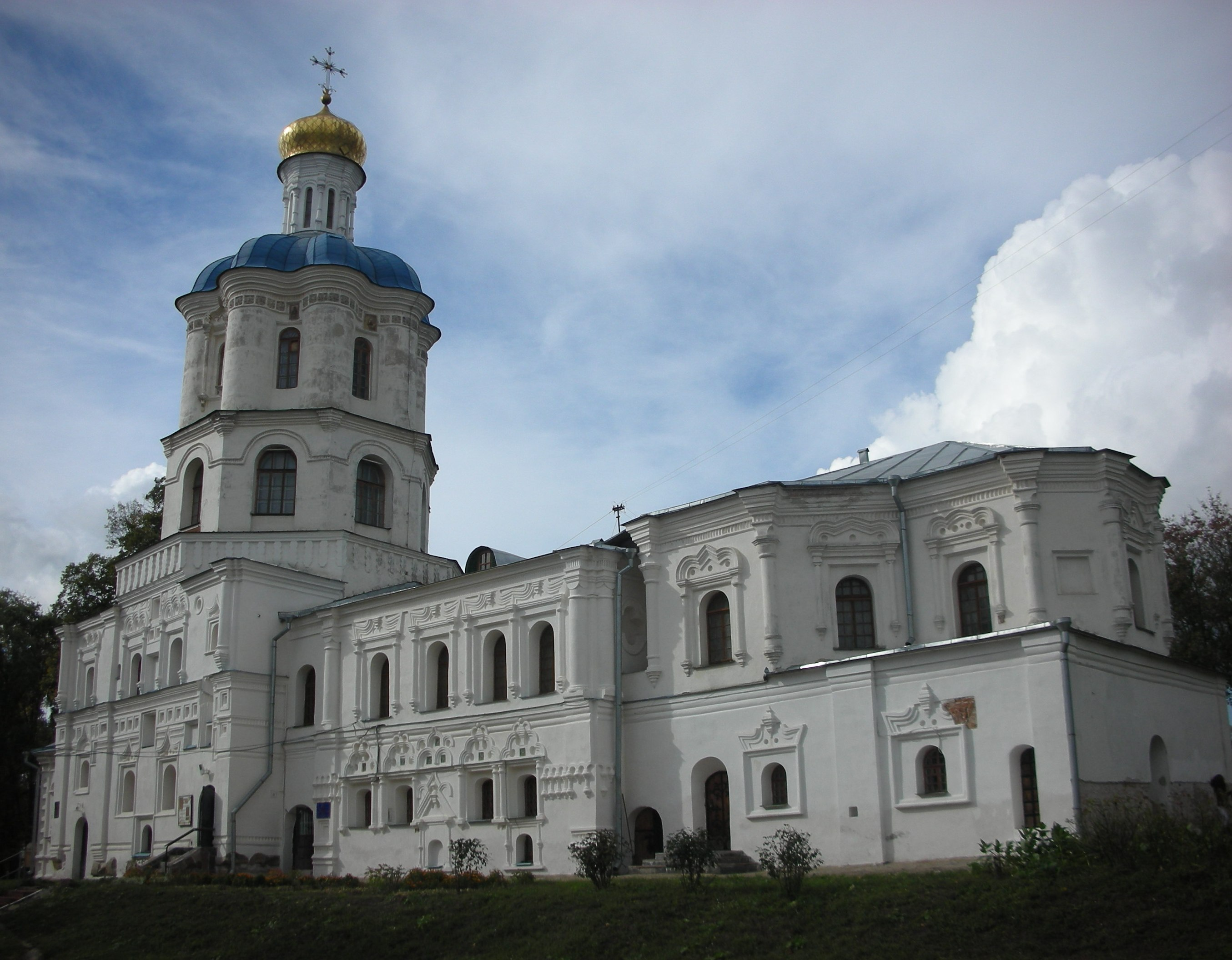
Чернігівський колегіум. 1700 р.

В економічному розвитку Чернігова XVII ст. мали місце масові заснування цехів. Цехи Чернігова охоплювали майстрів різних спеціальностей, функціонуючи, таким чином, як багатопрофільні й багатолюдні організації. Так, у одному з цехів міста працювали одночасно ковалі, колісники, конвісари, золотарі, колодії, мечники, склярі, римарі, токарі, мельники, теслярі тощо. «Выпись из книг Черниговской ратуши» за 1674 р. згадує про функціонування в місті цеху, в якому об'єднувались шевці й кушніри. Його цехмістром був Яско Федорович [149]. Унікальними виробництвами в Чернігові і його полку було виробництво гутного скла і паперу. Царський уряд постійно намагався обмежити ґуральництво, а згодом виробництво алкогольних напоїв відновили, за умови, що держава матиме монополію на купівлю в козаків.
Культурне відродження Чернігова пов'язане з діяльністю архієпископа Лазара Барановича, який переніс до Чернігова друкарню, закладену ним у Новгороді-Сіверському в 1675 році. Навколо Барановича утворився літературно-мистецький гурток, до якого належали: архімандрит Єлецького монастиря Іоанікій Галятовський, архідиякон Чернігівської єпархії Антоній Радивиловський, ієромонах Чернігівського Троїцько-Іллінського монастиря Л. Тоболинський, поет Іван Величковський, майбутній архієпископ чернігівський Іван Максимович; гравери: Іван Інокентій Щирський, Леонтій Тарасевич, Н. Зубрицький; архітектори Адам Зерніков, Іоганн-Баптист Зауер (Іван Баптист) та інші.
З ініціативи Л. Барановича й коштом гетьманського уряду й чернігівської козацької старшини, відновлено і перебудовано в бароковому стилі чернігівські пам'ятки, зокрема Троїцький кафедральний собор (16 ст.), проведено ремонт Спасо-Преображенського собору, стару аварійну каплицю собору замінили на башту і на обох баштах звели конусоподібні золоті навершшя. Особливе значення мало створення Чернігівського Колегіуму (1700), який став одним з головних осередків освіти і науки Гетьманщини.

Початок XVIII ст. приніс Чернігову значні економічні труднощі через виснажливу Північну війну і масові побори російських військ. За переписом 1721 р. в Чернігові зафіксовано 631 двір, у тому числі: козацької старшини — 18, священнослужителів — 19, міщан — 141, козаків — 245, бобилів — 178, шинкових — 30. На відміну від результатів перепису 1666 р., тепер більшість чернігівців були бідняками. 

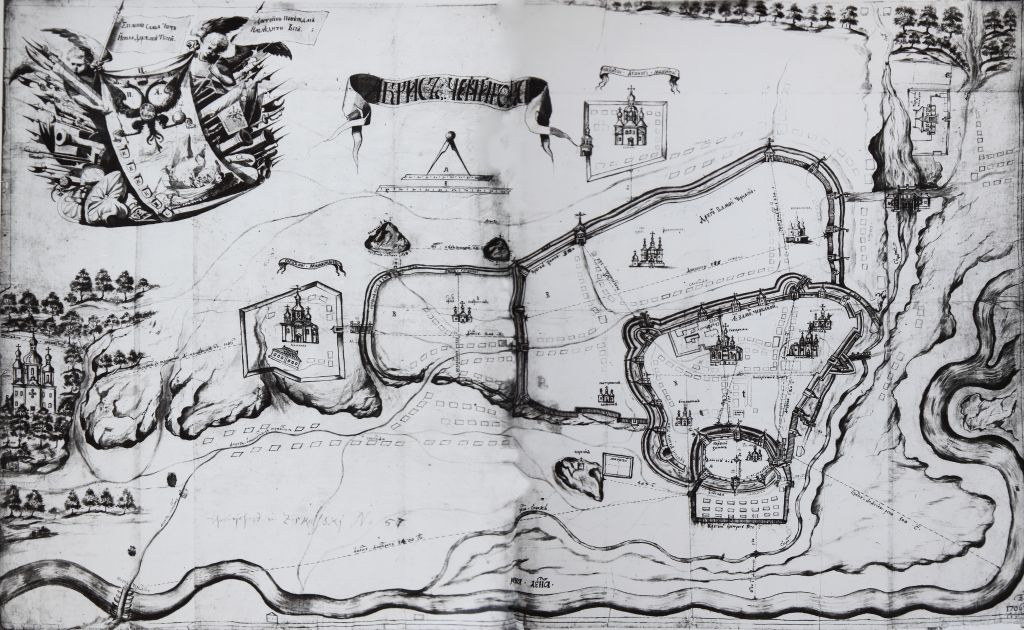
«Абрис Чернігівський» — перша рукописна карта Чернігова. 1706 р.

Одним з найвідоміших представників чернігівської козацької верхівки був Павло Полуботок. Він став чернігівським полковником у 1705 р. завдяки Івану Мазепі. У трагічні для України 1708—1709 рр. Полуботок підтримав царя Петра І, оскільки вважав, що той виконає свої обіцянки щодо забезпечення прав українського народу. У 1722 р., після смерті Івана Скоропадського, цар заборонив вибори нового гетьмана, чим грубо порушив права козацтва. Полуботок, який став наказним (тимчасовим) гетьманом, просив і вимагав відновлення давніх привілеїв козацтва. Для цього він разом з представниками генеральної старшини поїхав до Петербурга, але там його заарештували і понад рік тримали у в'язниці. Коли Полуботок захворів, цар запропонував допомогу свого лікаря. Полуботок гордо відповів, що життя і здоров'я йому не потрібні, якщо він не може принести користі Вітчизні. Під час зустрічі з царем він сказав: «Скоро Господь розсудить Петра і Павла». Невдовзі, в грудні 1724 р., Полуботок помер, а через місяць після нього помер і цар.
У першій половині 18 ст. в Чернігові з'являються нові монументальні церкви (барокова Катерининська церква, 1715) й світські (будинок полкової канцелярії, відомий під назвою «Мазепиного будинку» або будинок Якова Лизогуба) будови.
У козацьку добу продовжувався розвиток ремесла і ремісничих цехів. У 1730 р. в місті згадується сім цехів, а через кілька десятиріч — вісім. Це кравецький, шевський, різницький, перепечайський (пекарський), ковальський, ткацький, шаповальний та гончарний цехи. У 1786 р. в місті найбільше нараховувалось майстрів-пекарів — 56, а також шевців-чоботарів — 46. Разом у місті працювало 185 майстрів.

## Імперська доба (кінець XVIII— початок ХХ ст.)
У 1782 Чернігів став центром Чернігівського намісництва Російської імперії, а 1797 — Малоросійської губернії, з 1802 — Чернігівської губернії. Тоді місто нараховувало близько 4 000 мешканців, у 1844 році їх кількість збільшилася до 12 000, 1897 — до 27 000, 1913 — до 35 000. 
Одним з перших губернаторів на Чернігівщині був Олександр Олексійович Фролов-Багреєв (1818—1824). Найбільш великими поміщикам до того часу тут були граф Толстой, Кушелєв-Безбородько, Мусіна-Пушкіна, Голіцин, Долгорукий, Головін, Любомирський, Якубович, Дурново. За ними нараховувалась велика кількість кріпосних селян.
Введення імперських порядків привело до знищення міського самоврядування. Замість магістрату, з 1785 р. міське управління здійснювала «шестигласна дума», Щоб знищити пам'ять про колишні свободи, замінили і герб міста — на одноголового орла. Місцева влада перебувала під повним контролем губернатора, який був центром адміністративного і світського життя міста і губернії.
Чернігові бюрократичний апарат виріс, як на той час, до значних розмірів. Губернський статус вимагав реконструкції Чернігова. Петербурзькі архітектори створили новий план міста на основі принципів регулярної забудови — з прямими вулицями і прямокутними кварталами. Однак він майже не враховував історичної забудови, що привело до часткового знищення старого міста. Більшість старих кварталів перепланували. З найдавніших вулиць центру міста залишилась лише вул. Гонча. Великою втратою для історичного ландшафту стало знесення міських валів у 1803 р. Збереглися лише фрагменти давнього валу, зокрема, під будинком колегіуму і поблизу нього, також у 1801—1803 рр. розібрані стіни фортеці, а гармати, до встановлення їх на нові лафети як пам'ятки Валу, просто кинули купою біля будинку полкової канцелярії. Під час реконструкції зруйнували й більшість споруд Борисоглібського монастиря, які слугували основними приміщеннями чернігівського колегіуму. Знесли й сотні житлових будинків, які не вписувались у нові квартали.
Станом на 1845 р., у місті встановлено 97 вуличних ліхтарів, вони працювали за спеціально складеним графіком, запалювалися і гасилися у визначений час залежно від пори року.
На початку 50-х років у Чернігові з населенням понад 14 тис. жителів  працювало 12 невиликих підприємств, більшість з яких займалася виробництвом цегли.
Важливе значення для розвитку міста мали його зовнішні комунікації. У 1859 р. чернігівці отримали телеграфний зв'язок. У 1863 р. закінчили будівництво шосе Чернігів —Київ, а у 1891 р. проклали вузькоколійну залізницю від станції Крути. Протягом майже всього XIX ст. важливе транспортне значення мала Десна. Вона виконувала роль транзитної транспортної артерії, оскільки нею перевозили промислові товари з центральної Росії до південних губерній. У 1846 р. на Десні з'явився перший пароплав, а регулярне судноплавство розпочалося з 1860-х рр.
У 1870 р., під час проведення численних державних реформ, почало діяти «Міське положення», за яким у Чернігові створили нову думу (розпорядчий орган), яка мала значно ширші повноваження, ніж раніше, і управу (виконавчий орган). Це привело до різкого пожвавлення місцевого самоврядування. Керівниками і гласними думи були відомі й авторитетні чернігівці Василь Хижняков, Аркадій Верзилов, Ілля Шраг та ін. Фактично на перших же засіданнях народні обранці (гласні) поставили на порядок денний питання про забезпечення населення якісною питною водою.
У 1875 р. дума відкрила міський банк, який став одним з перших подібних установ у Російській імперії. В наступні десятиріччя велась модернізація міської інфраструктури — брукували вулиці, проводили електричне освітлення, проклали водогін. Важливо відзначити, що міська дума прислухалась до думки вчених і ухвалила доленосне для Чернігова рішення — брати воду не з Десни, а з артезіанських свердловин. Перші з них були просвердлені в Ялівщині, водогін почав діяти з 1880 р., а остаточно проблему водопостачання вирішили у 1889 р.
На початку 90-х років XIX ст. у Чернігові з'явилося своє воєнне містечко, пізніше знане як " Старі казарми". Казарми для солдат Вологодського піхотного полку були побудовані  в 3-х верстах від Чернігова, біля с. Коти, на березі р. Стрижень.
У 1877 р. зусиллями громадськості було відкрито громадську бібліотеку. В Чернігові з'явився і один з найкращих українських музеїв, створений на основі колекції Василя Тарновського, подарованої ним місту у 1899 р.
Василь Тарновський був не єдиним меценатом в Чернігові. На кошти Судієнків збудували пансіон чоловічої гімназії, а князь Долгорукий спорудив приміщення жіночої гімназії.
Коли вирішили проблему з водою, депутат П. Цвєт запропонував збудувати електростанцію. Він вважав, що цілком можливо реалізувати дану ідею. У розпорядженні міста було старе приміщення водогінної станції, розташоване на Богуславській вулиці (в районі Семінарського (Білого) мосту через Стрижень), його варто було лишень переобладнати, що стало б державі в 200 рублів. Майже в той же час до управи звернувся механік телеграфного відомства М. Зюков, який запропонував свій проєкт електрифікації Чернігова. Він пообіцяв за відповідну плату встановити 20 електричних ліхтарів по лінії від приміщення думи до Вознесенської церкви і від міського бульвару до богоугодного закладу. Зюков встановив суму у 6 тис. рублів за всі роботи. Та депутати на засіданні, що відбулося 7 травня 1892 р., винесли вердикт — відхилити проєкт — дорого. Буквально через рік, у 1893 р., він вдруге звернувся до виборного управління, але вже з іншим міркуванням. Механік попрохав дати йому в оренду занедбане приміщення водогінної станції на 10 років. Він самотужки зробить там переобладнання і розпочне електрифікацію міста. Натомість органи самоврядування отримуватимуть, окрім ренти за станцію, по 1,5 руб. за кожну встановлену лампочку. Депутати пристали на такі умови. Почалась електрифікація міста.
У 1895 р. з'явилися 2 електроточки потужністю 1200 свічок на Гімназійній і Соборній площах. Перші електричні лампи були гіршими за потужністю світла від гасових ламп, тому на Зюкова часто скаржились чернігівці, що сплачували за освітлення. В результаті покращення якості освітлення, підприємство Зюкова стало збитковим і він почав вимагати надання фінансування від міської влади. Представники влади ж вирішили взагалі викупити електростанцію з лініями освітлення. Після довгих суперечок, у 1901 р. електростанцію було продано державі за 39 тис. рублів за втроє меншу суму аніж пропонував власник.
У 1897 р. в місті проживало 27 тисяч чол. Демографічні зміни стосувались не лише чисельності, але й національного і соціального складу населення. Якщо наприкінці XVIII ст. майже всі мешканці міста були українцями, то через сто років українці становили третину населення. Так само по третині припадало на росіян і євреїв. Писемними були 11 тисяч осіб, переважно молодь. В Чернігові проживало багато дворян — майже 4 тисячі. Це можна пояснити як статусом губернського центру, так і тим, що місто стало улюбленим притулком відставних офіцерів і чиновників з усієї імперії. У 1913 р. населення Чернігова становило 36 тисяч осіб.
Економічний характер тогочасного Чернігова був адміністративно-торговельно-ремісничий: дрібна місцева харчова промисловість, цегельні, свічковий і миловарний завод тощо.  
Хоча Чернігів не був великим містом, він і далі, у другій половині 18 століття зберігає значення великого культурного центру. Визначними культурними діячами того часу у Чернігові були: О. Щадунський, Дмитро Пащенко (автор монографічного опису Чернігівського намісництва 1781), генеральний суддя Григорій Милорадович, письменник О. Лобисевич, історик М. Марков та інші. На культурному ґрунті Чернігова наприкінці 18 — на початку 19 століття згуртувалося коло українських «дворянських патріотів», які боронили автономні права України й вимагали визнання дворянських прав для козацького стану: А. Полетика (чернігівський губ. маршал), аматор-історик А.Чепа (товариш малоросійського почтмейстера), Р. Маркевич і Т. Калинський. Вони досліджували історію України, збирали історичні документи, літописи й на підставі їх складали записки про історію й права українського шляхетства, які поширювали на всій території Лівобережної України.

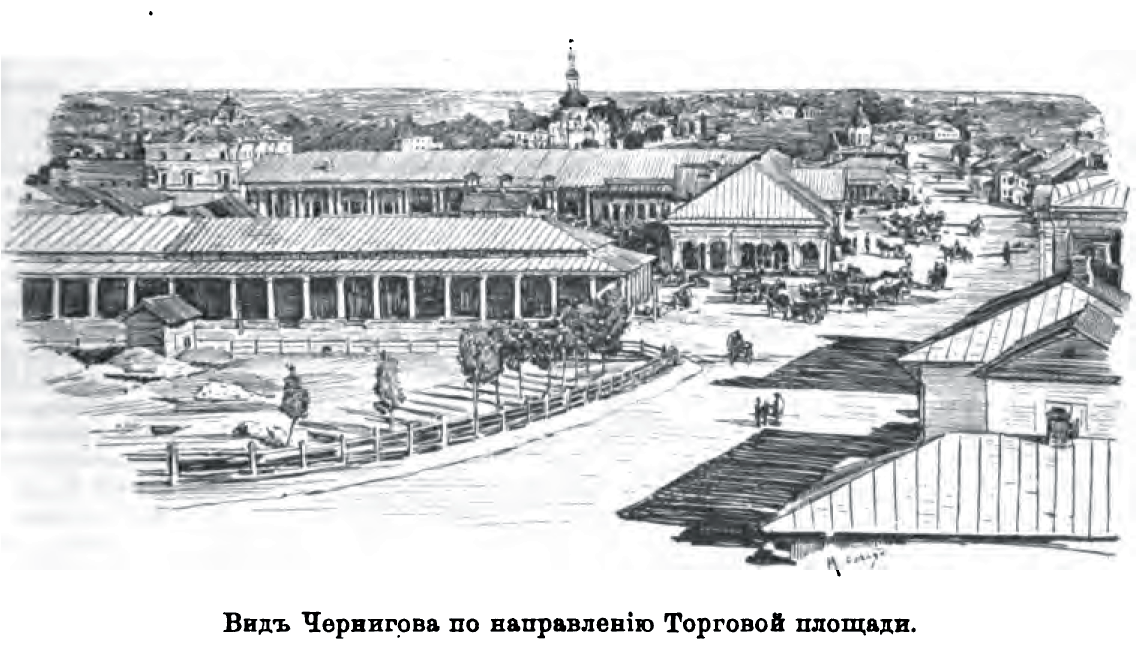
Фотокартка. Чернігів на початку XX ст.

Та найбільше розгорталося культурне життя Чернігова від другої половині 19 століття. На відміну від попередньої епохи з її перевагою локальних і станових дворянських інтересів і прагнень, воно чимраз далі набирало загально-національного українського характеру. У Чернігові працювали історики: О. Лазаревський, граф. Г. Милорадович, О. Ханенко, брати Микола і Митрофан Константиновичі, А. Верзилов, П. Дорошенко та ін.; етнографи О. Маркевич, О. Шишацький-Ілліч, С. Ніс, байкар Л. Глібов, статистики — О. Русов, В. Варзар, П. Червінський, В. Шликевич та ін. Дехто з них належав до Чернігівської Громади, однієї з радикальніших в Україні.
Був Чернігів і видавничим центром. Ще з 1858 там почав виходити орган губернатора — тижневик «Черниговские Ведомости» (до 1917). У 1861–1863 pp. Л. Глібов видавав «Черниговскій Листокъ», єдину тоді на Чернігівщині українську газету. Від 1861 до 1911 виходили також «Черниговские єпархиальные известия», а в 1866–1872 роках «Записки» Чернігівського Статистичного Комітету.
За переписом населення 1897 року в Чернігові жило 11000 євреїв (усе населення 27 000). Здебільшого вони були зайняті у промисловості і комерції а також займалися садівництвом і вирощування тютюну.
Під кінець XIX століття культурне життя Чернігова значно активізувалося. Головними його осередками були Чернігівське земство і його статистичний Комітет, Губерніальна Архівна Комісія (заснована 1896 з ініціативи О. Лазаревського й Г. Милорадовича), яка у своїх «Трудах» 1897—1915 рр. видала багато документів, Музей Тарновського, подарований його фундатором В. Тарновським (молодшим). У Чернігівському земстві навколо цих установ об'єднувалися місцеві науковці, педагоги, письменники, митці, діяльність яких нерідко виходила за межі Чернігівщини.
У 1897 р. в чернігівському будинку Дворянських зборів відбувся перший кіносеанс, а перший кінотеатр в місті — "Кінєматограф ілюзіон", відкрився у 1907 р.

### Чернігів в революції 1905—1907рр.
Революційні події 1905—1907 років лише злегка торкнулися провінційного Чернігова. Тільки восени 1905 року в місті пройшов загальний страйк, припинили роботу водопровід і електростанція, закрилися навчальні заклади. Основні події відбувалися в сільській місцевості, де селяни палили поміщицькі садиби. У зв'язку з цим 28 жовтня 1905 року губернію перевели в стан посиленої охорони. У Чернігів та інші населені пункти ввели війська. 1906 року поліція виявила і ліквідувала підпільну друкарню РСДРП.
У цей час мешканець Чернігова, відомий український письменник Михайло Коцюбинський написав в Чернігові повість «Fata Morgana», в якій описує селянські бунти в губернії. 30 серпня 1910 р. цензурний комітет видав своє заключення, в якому радив засудити повість Коцюбинського за ст. 129 Кримінального уложення 1903 р. і заборонити.

### Візит імператора Миколи II у Чернігів 1911р.
За весь час існування Російської імперії Чернігів відвідували і Петро І для огляду фортеці, і Катерина II в ході подорожі Малоросією. Двічі відвідував Чернігів і Микола І (у 1837 та 1852 роках). Позитивом останнього приїзду імператора стало відзначення ним зразкового порядку, що панував у місті. В нагороду за це цивільний губернатор Гессе був підвищений у чині до генерал-майора та генерал-губернатора. Не обійшов своєю увагою Чернігів і Олександр II. Подорожуючи за кордон, він заїхав сюди 7 жовтня 1857 року, зупинившись у будинку К. П. Шабельського. Відвідавши собори на Валу, він уклонився мощам Феодосія Углицького, оглянув чоловічу гімназію. Імператор, звісно, не мав уяви, що через десять років у цьому губернському місті вчитиметься людина, яка стане одним із керівників його вбивства — Микола Іванович Кибальчич.
Звістку про те, що у вересні 1911 року до Чернігова приїде цар місцеве керівництво отримало ще навесні. Одразу ж розпочалася підготовка до цієї знаменної події. Чернігівська губернська та міська влада не хотіла осоромитися і сподівалася заслужити прихильність государя. Не відставало від них і духовне начальство.

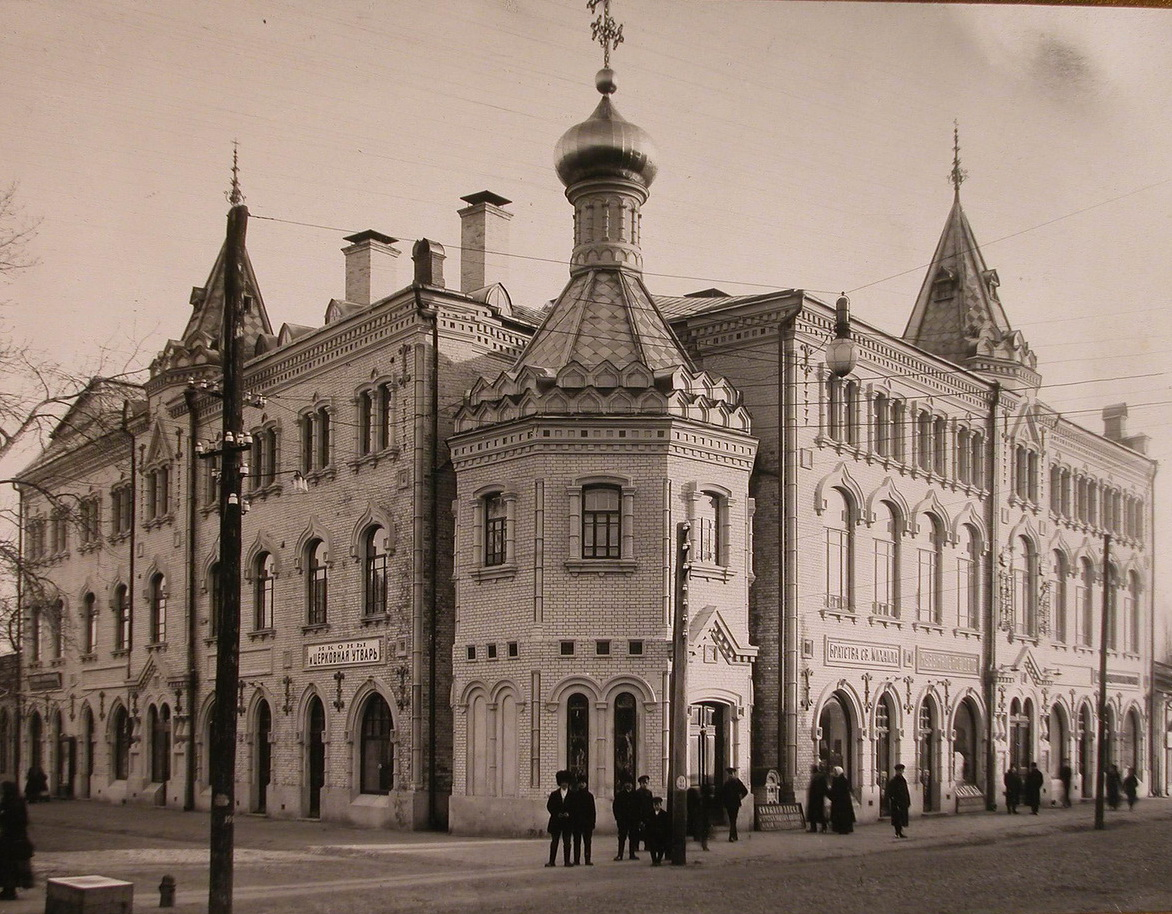
Будинок чернігівського Миколаївського єпархіального братства. 1911 р.

З ініціативи керівника Чернігівської єпархії Преосвященного Василя, не вагаючись, одразу ж навесні, на розі вулиць Шосейної (проспект Миру) та Миколаївської, розпочалося будівництво нового триповерхового будинку Миколаївського єпархіального братства (нинішня будівля філармонії), який присвятили імені Імператора Миколи Олександровича. Про це, до речі, сповістили і самого государя, а той зрозуміло дав згоду. Вже 3 вересня будівництво завершили. Вийшла пишна будівля «неоруського» стилю із модерновою ліпниною і великими французькими вікнами.
По ймовірних шляхах слідування імператора провели ремонт будівель і організували квітники. У зв'язку з тим, що передбачалося відвідування государем-імператором Троїцького монастиря, впорядкували усю місцевість біля нього. На початку підйому на Болдину гору встановили арку, яку пишно прикрасили зеленню. Схили гори укріпили дерном і відокремили їх від дороги красивою огорожею. Праворуч від дороги до монастиря, на горі, звели будинок для богомольців, який міг одноразово вмістити 1000 постояльців, витратили на це 4000 карбованців, а ліворуч на високому кургані встановили великий білий хрест. На вершині Болдиної гори створили мальовничий парк, а на випадок, якщо цар побажає підійти до крутого схилу, щоб оглянути краєвид деснянської заплави та Святий гай, збудували кам'яну альтанку з куполоподібною покрівлею та великим двоголовим позолоченим орлом замість хреста. Цю, і сьогодні існуючу, альтанку у народі охрестили царською.
Останній Російський імператор відвідав тільки Вал та пообідав у будинку губернатора Маклакова. Але і тут було усе напоготові. Вулиці, якщо на них могла ступити нога помазаника божого, спішно забрукували. Будинки, повз які міг прослідувати імператор, прикрашали зелені гірлянди, державні прапори та царські вензелі. Повсюди виставлялися бюсти государя. Навіть Десна, по якій Микола Другий приплив у Чернігів на пароплаві «Головачов», була прикрашена плавучими квітниками.
Потім були урочисті богослужіння, відвідання святих мощей, зустріч у домі Дворянських зібрань і безумовно, спілкування з народом, якого тільки на соборній площі зібралося близько 10 тисяч.
Свято вдалося. Цар залишився задоволеним і про це свідчить те, що чернігівського губернатора невдовзі призначили міністром внутрішніх справ.
Відвідини Чернігова Миколою Другим підштовхнули місцеву владу ще на одну справу. Була видана добре ілюстрована книга під назвою «Картины церковной жизни Черниговской епархии за девять веков ея истории». Фотографічний матеріал цього унікального видання являє собою сьогодні важливе історичне джерело, наукову цінність якого важко переоцінити.

### Чернігів під час Першої світової війни
Чернігів разом із більшістю повітів Чернігівської губернії потрапив до прифронтової зони і на його територію поширювались умови воєнного стану, оголошеного головнокомандувачем Південно-Західного фронту генерал-ад'ютантом Миколою Івановим 5 серпня 1914 р. Після введення воєнного стану на території Чернігівської губернії цивільна влада була підконтрольна військовій владі, а військово-польові суди отримали право засуджувати до смертної кари винних у вчиненні тяжких злочинів.
Крім осіб, що підлягали мобілізації до діючої армії та ополчення, був проведений також призов до частин ополчення відставних офіцерів та генералів. Мобілізація торкнулася також і церковнослужителів — хоча за законодавством Російської імперії духовенство звільнялося від військової повинності (псаломники і паламарі призивались на час війни).
На території губернії активізувався процес створення народного ополчення, зокрема 1 грудня 1914 р. у Чернігові відбулася передача ополченського прапора, що зберігався у Спасо-Преображенському соборі, дружині ополчення. Крім ополченців, мобілізація пізніше поширилася і на городових та жандармерію.
Резонанс і підтримку чернігівців викликав парад військ місцевого гарнізону та патріотична маніфестація, що відбулися 22 липня 1914 р. після урочистого богослужіння на дарування перемоги російській зброї, проведеного в кафедральному соборі міста Чернігова протоієреєм О. Шестєріковим. Після закінчення служби він оголосив присутнім у храмі текст маніфесту імператора про початок війни з Німеччиною.
Після оголошення війни та з початком проведення мобілізації розгорнувся активний процес надання допомоги місцевим населенням діючій армії. Зокрема, губернський предводитель дворянства О. М. Рачинський взяв на себе організацію комітету зі збору пожертв населення на потреби війни. Активно долучилися до справи допомоги фронту і земські установи та підрозділи Червоного Хреста. Через кілька днів після початку мобілізації у Чернігівській святого Феодосія громаді Червоного Хреста була відкрита безкоштовна майстерня для виготовлення білизни, потрібної для обладнання військового шпиталю, що формувався Чернігівською громадою сестер милосердя. Керуючий справами попечитель Голубов та рада громади через пресу також закликали усіх охочих взяти участь у пошитті білизни звертатися до сестри-настоятельки громади чи до чергового по громаді з 8.30 по 18.00 щоденно.
Зростання цін, посилення кризових явищ у економіці та суспільно-політичному житті імперії спричинили активізацію на території Чернігівщини ліворадикальних рухів есерів та більшовиків. Вже в ніч з 3 на 4 серпня 1914 р. чернігівська організація видає і розповсюджує листівку «Геть війну!», в якій різко нападає на політику царського уряду та засуджує оголошення війни, трактуючи її як «імперіалістичну». Восени 1914 р. для антивоєнної агітації серед незначного прошарку робітничого класу губернії Чернігівська організація більшовиків створила так звану колегію на правах комітету. До неї увійшли Ю. Коцюбинський, Н. Шильман та ін. Вже пізніше, у лютому 1915 р., під час розповсюдження листівок заарештовані більшовики В. Примаков, М. Тьомкін, М. Мурінсон, Н. Цимбер — їх засуджено і заслано до Сибіру.
Ажіотаж у Чернігові викликали прибуття до губернського центру полонених солдат противника та поранених російських солдат. Відомо, що вже 20 серпня 1914 р. до Чернігова прибула перша партія австрійських військовополонених — 4 рядових гусарського полку та 2 офіцери. Проте Чернігів був лише транзитним пунктом, оскільки більша частина полонених вирушала на Поволжя та в Середню Азію. Через два місяці, 9 грудня 1914 р., до Чернігова привезена та розміщена у місцевих шпиталях ще одна партія поранених. Стало видно, що вже під час першого півріччя війни місто почало перетворюватися на значний медичний центр, крім цього, значна допомога у Чернігові надавалася і біженцям з Галичини та західних регіонів Російської імперії.

## Радянсько-українська війна

### Центральна Рада

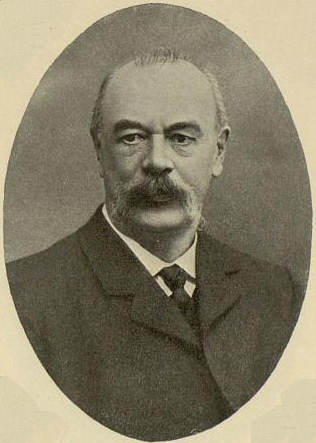
Депутат 1-й Державної Думи (1906 р.), потім член Центральної Ради, уродженець Седнева Ілля Шраг

Після лютневої революції 1917, місцеві органи влади підтримали київську Центральну Раду. В Чернігові створено загони Вільного Козацтва. За української влади пожвавилось українське культурне життя (видавництво «Сіверянська думка», щоденник губернського земства «Чернігівщина», орган губернської Ради Селянських Депутатів «Народне Слово», українські школи тощо).

##### Чернігівська «Просвіта»
Товариства «Просвіта» масово засновувались в Наддніпрянській Україні після 1906 р. (що пов'язано із маніфестом Миколи II про дарування свобод). Їх метою була просвітницька діяльність серед населення, організація шкільництва тощо.
За повідомленням «Вісника товариства „Просвіта“ в Катеринославі», постійного помешкання чернігівська «Просвіта» не мала. 24 квітня 1917 року товариству нарешті вдалося провести перші загальні збори, які відбулись у залі колишнього дворянського зібрання (нинішня недобудова на Валу). На них були присутні більше 150 членів, головою зборів обрано І. Шрага, секретарем — І. Коновала. Для налагодження результативної культурно-освітньої роботи серед населення просвітяни вважали за необхідне розгалужувати мережу товариств не лише по містечках, а й по селах. Саме цим питанням переймалась чернігівська інтелігенція: організовувала лекторів та агітаторів у сільську місцевість, збирала літературу, влаштовувала книгозбірні та хати-читальні, надавала діяльні вказівки по організації «Просвіт», допомогу щодо влаштувань вистав, концертів та вечірок.
Таким чином почала налагоджуватись певна структура просвітніх товариств у межах губернії.
Одним із напрямів діяльності товариства була роз'яснювальна робота, яка торкалась політичних питань, тобто значення Української Центральної Ради, її головної мети та завдань, що вона має реалізувати задля покращення життя українського народу. Зважаючи на те, що освіченість населення була на дуже низькому рівні (більшість не вміла ані читати, ані писати), просвітянам належало займатись не лише позашкільним вихованням, а й організовувати шкільну освіту для дорослого населення. Для того, щоб реалізувати свої плани, члени товариств організовували і проводили лекції та курси з українознавства, української мови, природознавства, історії та географії, влаштовували огляд творів з української літератури.

### Перша спроба встановлення радянської влади у місті

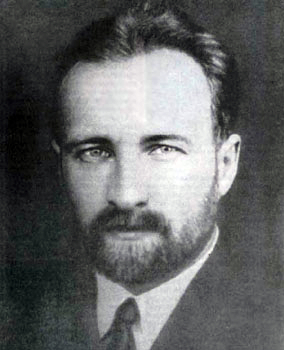
Член Народного Секретаріату УНРс. Учасник встановлення радянської влади в Чернігові Коцюбинський Юрій Михайлович

На початку грудня 1917 р. об'єднане засідання рад робітничих, солдатських і селянських депутатів та представників військових частин прийняло пробільшовицьку резолюцію, в якій засуджувалися дії Генерального Секретаріату та висувалася вимога переобрання Центральної Ради на Всеукраїнському з'їзді рад.

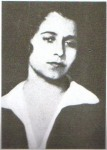
Активна учасниця встановлення радянської влади у місті Соколовська Софія Іванівна

На початку січня 1918 р. охорону міста здійснювало місцеве добровільне об'єднання «Військовий союз», незабаром перейменований у «Перший Чернігівський загін Вільного козацтва». А з боку більшовиків у листопаді-грудні в місті формується червоногвардійський загін на чолі з О. Сокольським (до 200 бійців), чисельність міської організації РСДРП(б) зросла до 300 членів. Однак до кінця 1917 р. місцеві більшовики так і не наважилися на самостійний виступ. 30 грудня член РСДРП(б) С. Соколовська звернулася до командування 1-го Мінського червоногвардійського загону по допомогу у встановленні радянської влади у місті.
19 січня 1918 р., не зустрівши будь-якого збройного опору, у місто вступив червоногвардійський загін, складений із робітників Замоскворіччя (підпорядковувався Мінському загону), під командуванням лівого есера М. Порадіна. Напередодні міська рада та дума домовилися про мирну передачу влади, роззброєння місцевих добровільних формувань і оприлюднили спільну відозву із закликом до спокою. Таким чином у Чернігові встановлено радянську владу. Однак, некоректно було б пояснювати прихід до влади більшовиків лише втручанням зовнішньої сили. Січень 1918 р. — то пік їхнього впливу в Україні. І якщо в місті більшовики, як і їхні головні конкуренти — українські есери, за підсумками виборів до Українських Установчих зборів великої підтримки на той час вже не мали (9 % та 8 % голосів відповідно), то в Чернігівському повіті перші отримали 58,5 % (20446), другі — 27,6 % (9651). Це одне з найбільших досягнень більшовиків в Україні.
Чернігівська рада робітничих і солдатських депутатів спробувала перебрати на себе господарські функції та провести ряд соціальних перетворень. Чи не найпершим завданням стала підготовка і відправлення у подарунок Петрограду ешелону з хлібом (до речі, в умовах, коли північні повіти Чернігівщини перебували на межі голоду). Крім того, міська рада спробувала створити загони на залізниці для боротьби зі спекуляцією хлібом, організувати обмін продовольчих і промислових товарів, переселити деякі незаможні родини у кращі приміщення, заборонила з'являтися п'яним у публічних місцях. Також створювалися комісії у складі ради і призначалися комісари (фінансів, в'язниць, харчування тощо), покликані замінити відповідні структури міської управи.
Однак дуже швидко з'ясувалося, що командир червоногвардійського загону М. Порадін мав власне бачення вирішення питання про владу. Незабаром після його появи в місті на спільному засіданні парткому більшовиків і міської ради робітничих і солдатських депутатів представник останньої попросив Порадіна інформувати раду про ситуацію на фронті та про свої дії. У відповідь присутні почули: «Мене призначила Ставка не для того, щоб бути лакеєм Ради. Коли б на вас тяжіла відповідальність, ви б так само робили б. Вчинки мої може обговорювати лише Ставка. Питання про владу поставлено правильно: найвища бойова-оперативна й цивільна — в моїх руках…». За споминами одного з місцевих діячів, М. Порадін заявив: «Вся власть в городе и военная, и гражданская во всей полноте, это — я». Отже, командувач реальної військової сили, наявність якої зробила можливим проголошення в місті радянської влади, не мав бажання не те, щоб підкорятися раді, а навіть інформувати її.
У Чернігові, за свідченням Л. Стерліна (на січень 1918 р. — член Поалей-Ціон, потім — Єврейської комуністичної партії), «никакой реальной силы у Совета не было». Більшовик А.Тилис стверджував: «…Отряд и его начальник Порадин, который занял губернаторский дворец со своим штабом, начали заниматься неблаговидными делами: пьянством, грабежами местного населения.,. Наши попытки ликвидировать эти безобразия не давали должных результатов, так как военная сила была в руках Порадина… Мы чувствовали себя неуверенно». За спостереженням земської газети, «в дни господства большевиков Чернигов представлял собой какой-то пьяный лагерь. Большевистские комиссары в своем цинизме превзошли всех николаевских чиновников». На думку радянського історика В. Щербакова, міська рада «…ніякої практичної роботи проводити не могла, ще й більше, нічого не зробила щодо організації влади в губернському масштабі».
Рада спробувала вилучити зброю у населення, однак на вимогу штабу М. Порадіна вона відпускалася червоногвардійцям. Останні продавали її на базарі тому ж таки населенню.
Фактично говорити про наявність радянської влади у Чернігові у січні-лютому 1918 р. не доводиться, оскільки рада влади не мала і залежала від ласки замоскворецьких червоногвардійців. На початку лютого їх командування нарешті погодилося передати господарську владу раді. Були навіть проведені перевибори її виконкому, які надали перевагу більшовикам та їх союзникам. Однак було вже запізно — серед населення міста авторитет ради був безнадійно підірваний.
Все, на що спромоглася місцева рада, — не допустити масових кривавих репресій над інакодумцями. Але не вдалося повністю уникнути кривавих розправ. За наказом коменданта міста з незрозумілих причин розстріляли С. Николаєнка та М. Чоботька (писарів повітового військового начальника), вбито гранатою офіцера Печановського. Найбільший резонанс у місті викликало вбивство члена комітету УПСР, одного з активістів чернігівської «Просвіти», гімназиста М. Лебедя. За свідченням місцевої преси, на похороні 9 лютого «народу було багато, особливо шкільної молоді». Представнику ради «не дали можливості говорити». Фактично, то була перша антибільшовицька маніфестація в місті.
Одного дня червоногвардійці першого Мінського робітничого загону почали арештовувати мешканців міста за зовнішніми ознаками. Скажімо, вишиванка чи військова виправка були достатніми підставами для арешту. Зокрема, затримано кілька чернігівських громадських діячів, членів губернської земської управи: В. Ф. Алашенка, Н. П. Винникова, В. І. Курочкіна. Після втручання ради та особисто С. І. Соколовської їх звільнили. Крім того, рада в терміновому порядку створила комісію по «розвантаженню» в'язниць від осіб, що безпідставно туди потрапили.
Антирадянські та антибільшовицькі настрої поступово наростали, однак кінець радянської влади настав раптово. Містом поповзли чутки про наближення загону німців. Цього виявилося досить для того, щоб червоногвардійський загін М. Порадіна в ніч на 16 лютого без попередження міської ради зник із Чернігова, залишивши на згадку про себе розгромлений губернаторський палац. Згідно з доповіддю міського голови, ввечері 16 лютого виконком ради запропонував думі взяти на себе обов'язки по охороні міста та створити збройний загін червоної гвардії. Владу перебрав спеціальний орган, основу якого склала президія управи думи. Таким чином, як і в січні, досягнуто угоди про мирну передачу влади. Місцеві більшовики вирішили не випробовувати долю і зреклися влади в день утечі загону М. Порадіна.

### Чернігів у складі Української Держави гетьмана П. Скоропадського
12 березня 1918 р. в місті відновилась влада Центральної Ради.

### Під владою УНР доби Директорії
Після захоплення Директорією влади в Києві, гетьманські війська, що знаходились в Чернігові, перейшли на її бік. З них сформували 5-й корпус, що мав на озброєнні артилерію і бронедівізіон. 

### Більшовики (вдруге)
На світанку 12 січня 1919 р. 2-й і 3-й батальйон Богунського полку № 1 у складі Української радянської дивізії (командувач М. О. Щорс), наступаючи зі сходу, захопили пристань на Десні. 1-й батальйон зайшов у місто з півночі. Після вуличних боїв, у дванадцятій годині дня місто було взяте радянськими військами.

### Денікінці. Більшовики (втретє)
12 жовтня 1919 р. Чернігів захопили денікінці. В їх руках місто перебувало близько місяця. Денікінці влаштували єврейські погроми. Більшості дворян заради порятунку довелось емігрувати.
7 листопада в Чернігів увійшли частини Червоної армії. Більшовики займались пошуками і знищенням «класових ворогів». В липні 1919 р. вони розстріляли тринадцять заручників, серед яких були найвідоміші представники місцевої еліти, зокрема, колишній голова земства Олексій Бакуринський.
За ці роки населення Чернігова зменшилося на 6 тисяч чол.
З 1920 р. більшовики розпочали в Чернігові будівництво соціалізму. Єдиним реальним кроком, який на певний час покращив життя тисяч простих чернігівців, став переділ житла. У колишніх домовласників житло конфіскували, або відібрали частково, поділили будинки на квартири, і таким чином намагались вирішити житлове питання. Також проведено націоналізацію підприємств, але в місті їх було лише кілька.
Зі зміною влади змінилась й ідеологія місті. Це почалося з того, що скинули бюсти царям Олександру II і III, а на місце одного з них поставили погруддя Леніна, а потім, на місце другого — Фрунзе. Чернігівські церкви використовували переважно під склади (Катерининська церква стала будинком архіву, а після Великої Вітчизняної війни — музеєм), в колишньому католицькому костьолі влаштували гуртожиток НКВС, а єврейську школу перетворили на палац піонерів (нині Молодіжний театр).
Позитивним моментом було те, що за відсутності протестуючих церковників, в церквах проведено археологічні дослідження (у Спасо-Преображенському соборі вони проведені в 1923 р.). Це допомогло зробити значні уточнення в історії Чернігова доби Русі.

## Радянська окупація України

### Ранній СРСР
У перші роки радянської влади склали новий план розвитку міста. Надважливішим в ньому було те, що розвивалась вже традиційна для Чернігова ідея міста-саду. Тому планувалось розширення площі зелених насаджень. А найцікавішою стала пропозиція провести на вулицях міста мото-трамвай. У 1920-х роках Чернігів до певної міри розглядали як місто-курорт. В одній з колишніх земських шкіл відкрили Інститут фізичних методів лікування, де проходили курси оздоровлення хворі з різних регіонів країни.
В 1921 році стали до ладу чавуноливарний, клінкерний, пивоварний і оцтовий заводи. 7 листопада 1922 року відбулося відкриття заводу «Октябрьский молот». 1924 року розпочали роботи із забезпечення водою робочих передмість. Розроблено план розвитку міста на найближчі 30 років.
В 1925 році в місті налічується 11 державних підприємств. В цей час в Чернігові проживає 35,5 тис. осіб.
У період з 1927 по 1929 рік здійснюється будівництво нової електростанції. 1928 року утворено об'єднання Чернігівських цегельних заводів «Цегла» і завершено будівництво залізниці Чернігів — Гомель. Через два роки введено в експлуатацію залізничну лінію Чернігів — Овруч.
У 1925–1932 Чернігів — центр Чернігівської округи. 1932 року утворено Чернігівську область. Це пришвидшило соціалістичну перебудову міста. За проєктом «соціалістичної реконструкції» мала розвиватись багатоповерхова забудова центру міста, замість розширення окраїн. В центрі Чернігова знесли торгові ряди, які мали значну історичну цінність, однак завдяки цьому розширили і сформували Красну площу. Її, як і найважливіші вулиці міста, виклали червоною клінкерною цеглою. Тоді ж розгорнулось будівництво численних дрібних та середніх підприємств, найбільшим з яких стала фабрика музичних інструментів. Населення міста швидко зростало і на 1941 р. становило вже понад 70 тисяч чол.
Місто постраждало під час проведеного радянською владою Голодомору 1932—1933 років, 30 березня 1933 року на «чорну дошку» занесений Чернігівський ліспромгосп, померло щонайменше 3602 жителі Чернігова.

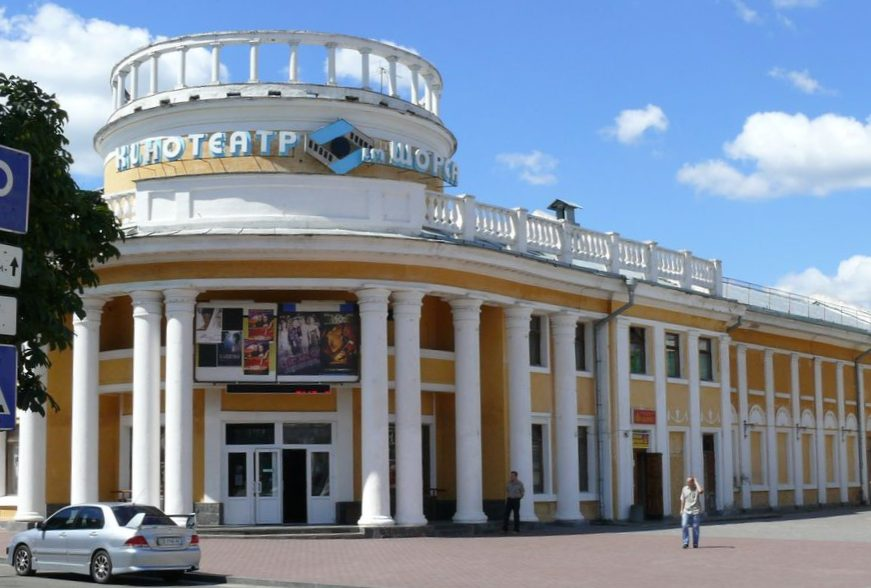
Кінотеатр ім. Щорса, збудований у 1939 р.

У 1933 році в місті відкривається обласна науково-медична бібліотека, засновуються кондитерська і меблева фабрики. 1934 рік — створено музей М. М. Коцюбинського, відкрила свої двері обласна філармонія. 1936 рік — побудований стадіон. 1937 рік — заснована бібліотека для дітей. 1938 рік — здана в експлуатацію перша черга каналізації протяжністю 13 км. 1939 рік — збудовано кінотеатр ім. М. Щорса. В цей час в Чернігові проживає 68,6 тис. осіб, діє 57 промислових підприємств, працює 109 підприємств роздрібної торгівлі та 34 громадського харчування.
Система медичного обслуговування складалася з міської лікарні, 6 поліклінік, 2 спеціальних диспансерів, психіатричної та фізіотерапевтичної лікарень, 13 медпунктів і 5 рентгенівських кабінетів. У місті налічувалося 14 середніх і неповних середніх шкіл, 2 вузи і 4 технікуми, а також 8 вечірніх шкіл для дорослих..
Чернігів не оминув масовий сталінський терор 1937—1938 рр. Понад тисяча чернігівців були піддані репресіям і лише через двадцять років реабілітовані.

### Друга світова війна

#### Бої за місто
Перший наліт ворожої авіації на Чернігів мав місце на шостий день після початку німецько-радянської війни — 27 червня 1941 року. Опівдні німецький бомбардувальник «Юнкерс-87» з'явився над залізничною станцією, скинувши на неї бомби. Було зруйновано залізничний вокзал та споруди артілі «Хімпром», які знаходилися на території поблизу залізничної станції.
Влітку 1941 року міський комітет партії вирішив низку питань: про переведення промислових підприємств на випуск військової продукції; про створення винищувального батальйону для охорони важливих об'єктів та виловлювання ворожих парашутистів; про підготовку до відправлення у східні райони країни найціннішого обладнання фабрик та заводів; про евакуацію населення; про будівництво оборонних споруд на західному та північному підступах до Чернігова; про допомогу містян приміським колгоспам у збиранні врожаю.
Розгорнулася масова підготовка населення з протиповітряної оборони, розрахована на 15 годин (з них 13 годин практичних занять). З 27 липня 1941 р. в Чернігові почала працювати спецшкола з підготовки командирів партизанських загонів та інструкторів, що була організована ЦК КП(б)У. Вона розташовувалася в Подусівському лісі. Пропускна спроможність школи 150—200 чол. за триденної програми навчання. Після такої, більш ніж спішної, підготовки випускників курсів озброювали та різними способами перекидали на територію, що була зайнята ворогом.
У серпні 1941 р. основні сили групи армій «Центр» (піхотна армія й танкова група генерала Гудеріана) розверталися від Смоленська і Гомеля на південь. Це потужне угруповання мало з півночі завдати удару радянським військам Південно-західного фронту, які захищали Київ, відрізати їм шлях до відступу, оточити і повністю знищити.
Безпосередньо в бік Чернігова спрямували сили восьми німецьких дивізій. Інша група військ, у складі двох найкращих танкових корпусів, мала швидко форсувати Десну між Черніговом і Новгород-Сіверським та рухатись далі у південно-східному напрямку для з'єднання з німецькими частинами, які наступали від Дніпропетровська. Судячи з цієї директиви та інших наказів німецьке командування надавало великого значення швидкому захопленню Чернігова. З іншого боку, радянське командування почало спішно підтягувати війська до Чернігова і Десни. Так на кілька днів місто опинилось в епіцентрі однієї з найбільших битв Другої світової війни.

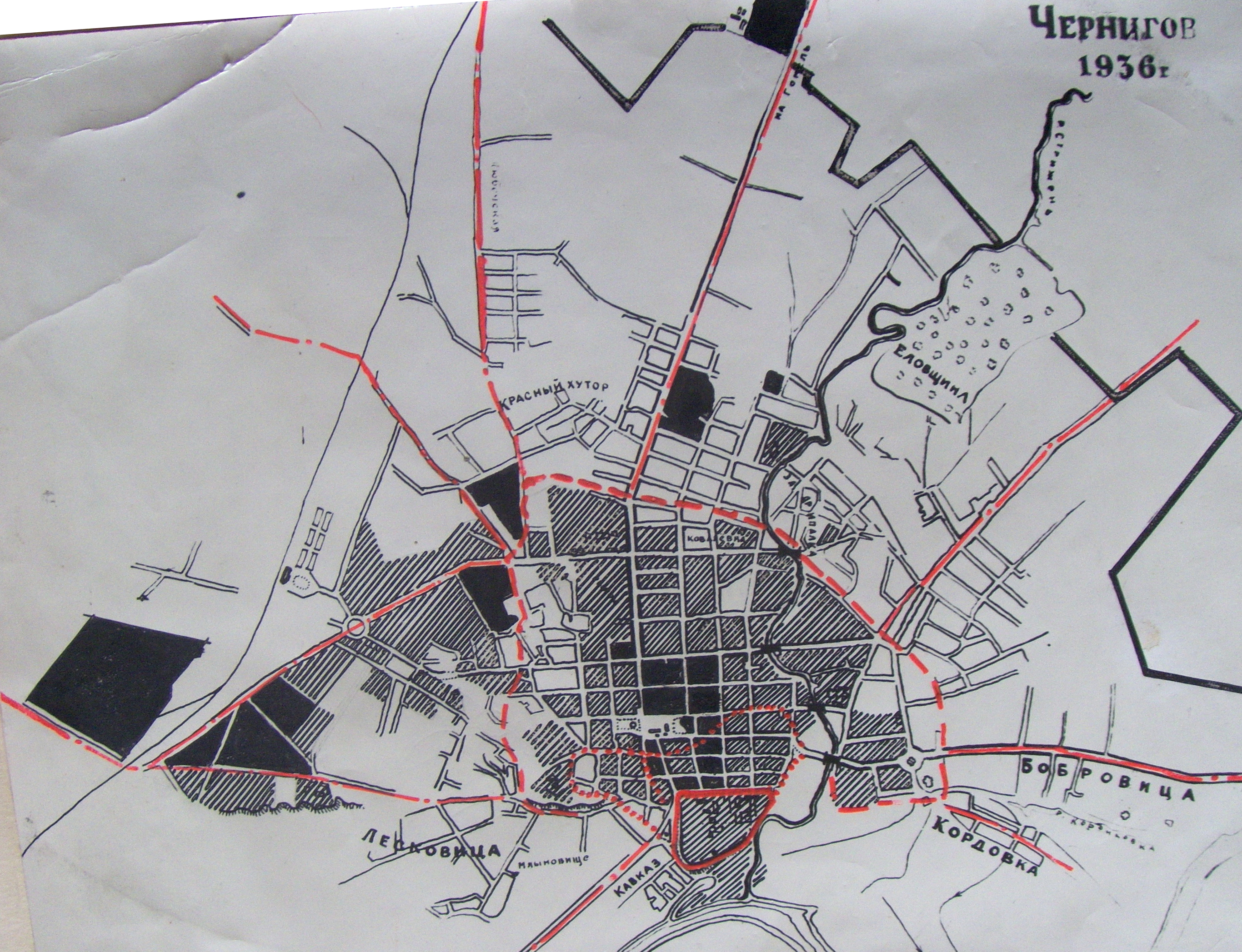
Схема зони руйнувань Чернігова внаслідок авіабомбардувань 23-25 серпня 1941 р.

У середині серпня поповзли чутки, що німці збираються бомбити Чернігів, і навіть попередили про це. Одні їм повірили й покинули місто, інші — ні. Вказаний німцями день бомбардування, неділя 23 серпня 1941 року, проходив спокійно, та надвечір завили сирени й заревіли заводські гудки. Це був сигнал протиповітряної оборони.
О 18-й годині з боку Гомеля з'явилися німецькі бомбардувальники, які летіли трійками на невеликій висоті. По ним почали бити зенітки. Коли літаки досягли центру міста, почувся шурхіт у повітрі. За кілька секунд град запалювальних бомб ліг килимом на мирні квартали міста. Центр міста одразу спалахнув. За першими літаками йшла друга хвиля, за нею третя, четверта. Крім запалювальних, на землю полетіли осколкові й фугасні бомби, які вбивали людей і руйнували будівлі. Перерва між появою кожної нової групи літаків тривала близько півгодини. І так продовжувалось до ночі.
Велика пожежа охопила значну територію від вул. Комсомольської до Застриження в один бік та від вул. Старокиївської до Валу — в інший. Вночі і вранці 24 серпня населення покидало місто і перебиралося в села.
Масовані нальоти німецької авіації відбувалися до 25 серпня.
В останні дні серпня німецькі війська прорвалися до правого берега Десни біля села Киселівка, перерізавши останню рокадну дорогу, яка з'єднувала позиції правого флангу 15-ї стрілецького корпусу з лівим флангом 21-й армії. Остання намагалася організувати оборону вздовж річки Снов. В ніч на 29–30 серпня 470-й полк 260-ї піхотної дивізії, який йшов у авангарді, отримав наказ дійти до переправи через Десну по обидва боки від Киселівки та сформувати плацдарм біля села Виблі. Коли авангард дивізії рано вранці 30 серпня подолав висоту біля села Черниш, радянська артилерія відразу ж відкрила сильний вогонь. 2-му батальйону 470-го полку несподівано вдався кидок до Десни. На протилежному березі річки лише декілька кулеметних точок були зайняті радянськими солдатами. Один з лейтенантів 2-го батальйону, не дочекавшись на обіцяні надувні човни, стрибнув у воду аби сплавити закріплену на іншому березі баржу. За допомогою цієї баржі на інший берег переправилася передова рота, а згодом і увесь 2-й батальйон на чолі з командиром дивізії Шмідтом. Це був перший плацдарм, збудований дивізією взагалі. Поруч було тихо: в тумані радянські солдати не помітили ані висадки штурмової групи, ані захоплення баржі. Генерал Шмідт саме на це й розраховував, оскільки німецька військова розвідка вже знала про погану узгодженість дій командування 5-ї, 40-ї і 21-ї армій противника на цій ділянці. Радянські пости спостережень, імовірно, якраз були зайняті зміною позицій. Однак, коли командир 4-го дивізіону 260-го артилерійського полку обирав пункт спостереження біля Киселівки, знову почався радянський артобстріл і він загинув на місці. 1-й батальйон форсував Десну убрід, оскільки вона мала глибину трохи вище коліна. Коли начальник штабу полку з Киселівки доповів у дивізію про вдалу переправу, то командування дивізії було приємно вражене цим першим успіхом полку, а командування 13-го корпусу спочатку відмовлялося в це вірити. Однак плацдарм навпроти Киселівки не був контратакованим радянськими військами.
У ранкових сутінках о 4:30 ранку 1 вересня німецькі батальйони, що діяли в передовій лінії, пішли в атаку на Виблі і швидко оволоділи територією.
Попри багаторазові спроби атак, за підтримки вогнем бронепотяга № 15, який курсував залізничною гілкою Ніжин-Чернігів, німецький плацдарм на Десні біля сіл Вибілі та Піски так і не вдалося ліквідувати. Німці ж, навпаки, розширили передмостове укріплення, і з тяжкими боями оволоділи селами Горбове та Уборки.
8 вересня німецькі війська зайняли Количівку на півдні та Шестовицю на заході від Чернігова. Місто і зосереджені довкола радянські війська опинились в оточенні. Німці продовжували бомбардування і звужували кільце оточення. Генерал Москаленко, який керував рештками сил, нарешті отримав дозвіл на відступ. Ситуація ускладнювалася тим, що мости через Десну, залізничний та автомобільний, уже були підірвані, тому було віддано наказ пробиватися від Чернігова до понтонної переправи, яку утримували нижче Шестовиці.
На околицях міста залишилися загони прикриття. Один з них, чисельністю сім чоловік з кулеметом «Максим», окопався понад шосе на схилі біля гори Яцево. 8 вересня там стався короткий кровопролитний бій. Радянські солдати знищили 26 німців, десятки поранили і тримали оборону доти, аж поки всі не загинули. Німці поховали своїх загиблих безпосередньо на місці бою.

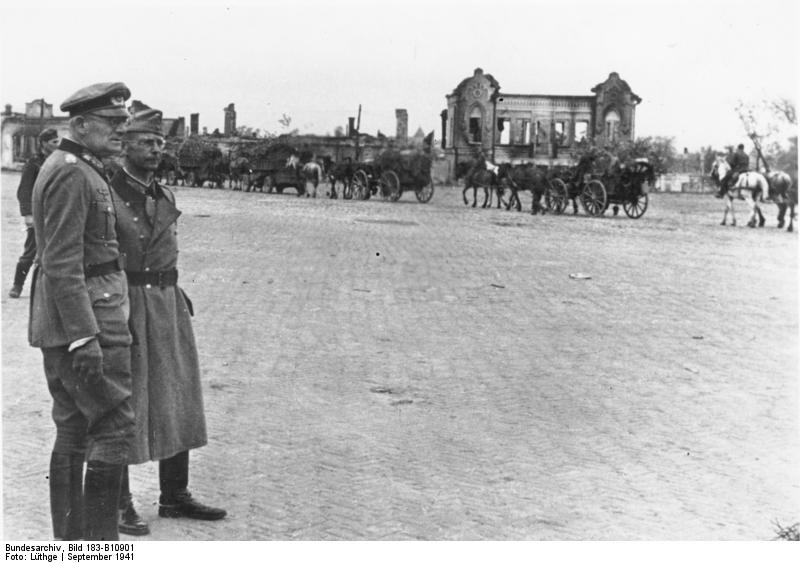
Командувач 2-ї Армії генерал М. фон Вейхс (ліворуч) та командир 17-ї піхотної дивізії генерал Г. Лох (праворуч).
Площа ім. Куйбишева. Чернігів. 9 вересня 1941

#### Німецьке панування в місті
9 вересня 1941 р., після кількох боїв, солдати РККА залишили Чернігів.
Німецькі окупанти, взявши під контроль місто, почали з розстрілів і реквізиції майна. Розстріли проводились в урочищах Криволівщина, Подусівка, Ялівщина, Рашевщина, Маліїв Ріг, Березовий Ріг. Окрім звичайних жителів міста, що чинили опір новій владі, наприкінці 1941 р. були масово розстріляні арештанти міської в'язниці і хворі міської психлікарні. В психлікарні і в с. Яцево були влаштовані табори для полонених.
Всього за час окупації були знищені 52453 жителів міста і полонених солдат. 695 осіб були вивезені на примусові роботи в Німеччину.
В січні 1942 р. в місті почала діяти група підпільників, яку очолив А. Д. Михайленко, по професії радіотехнік. Від початку група налічувала 18 осіб. Свою діяльність почали з трансляції серед населення московських радіопередач, випуску антинацистських листівок, надалі займались саботажем і диверсіями.
На заводі «Октябрьский молот» в перші місяці 1942 р. також була організована підпільна група, на чолі з Н. С. Шарим. Робітники займались саботажем виробництва, за що Шарого заарештували і після допитів відправили у табір Дахау.
У березні 1943 р. на залізничній станції свою підпільну групу створив Г. А. Маркін, помічник машиніста паровоза за професією. Ця група підтримувала зв'язки з партизанами під командуванням Н. М. Таранущенко. Від них підпільники отримали вибухівку з годинниковим механізмом, якою мінували німецькі ешелони.
У с. Яцево діяла група, що організовувала втечі військовополонених.

#### Звільнення міста
Бої за місто почались в середині вересня 1943 р. Під час Чернігівсько-Прип'ятської операції Центрального фронту війська 13-ї армії (командувач генерал-лейтенант Н. П. Пухов), просуваючись по лівому берегу Десни, 18 вересня 1943 р. підійшли до Чернігова.
Звільняти місто мали 28-й стрілецький корпус (командувач генерал-майор Нечаєв) у складі 181-ї і 211-ї стрілецьких дивізій і тимчасово додана 148 стрілецька дивізія. Війська корпусу були підсилені 476-м мінометним полком. Вогневу підтримку також надавала 129 танкова бригада.
Ввечері 18 вересня від села Виблі частини 148-ї дивізії (командувач генерал-майор Міщенко) почали переправу через Десну. За 2 години 654-й і 496 стрілецькі полки зайняли 8 км по правому берегу, почались бої за с. Яцево і Бобровицю. За ними через Десну переправились бійці 181-ї стрілецької дивізії (командувач генерал-майор Сараєв), наступного дня — 288 полк тієї ж дивізії. Біля залізничної станції бої вів 292 стрілецький полк під командуванням Серьожнікова. Наступаючі частини підтримував вогнем 375-й артилерійський полк і 129 танкова бригада і літаки 2-ї гвардійської штурмової авіаційної дивізії. Лівий фланг прикривала 211-а стрілецька дивізія. Зі сходу і заходу місто оточили війська 28 корпусу.
Вночі 21 вересня почався штурм міста з трьох сторін. О 1й годині ночі піхота 148-ї дивізії прийняли бої біля р. Стрижень. 654-й і 496-й стрілецькі полки зайняли декілька центральних вулиць. Через годину їм на зустріч пішли війська 181-ї дивізії. В цей час з півночі до міста підтягувались війська 61-ї армії (командувач генерал-лейтенант П. А. Бєлов). О 4-й годині ранку в Ялівщину вступили бійці 77-й стрілецької дивізії. За ними з північного-сходу — 76-а гвардійська стрілецька дивізія і 16-а гвардійська Башкірська кавалерійська дивізія.

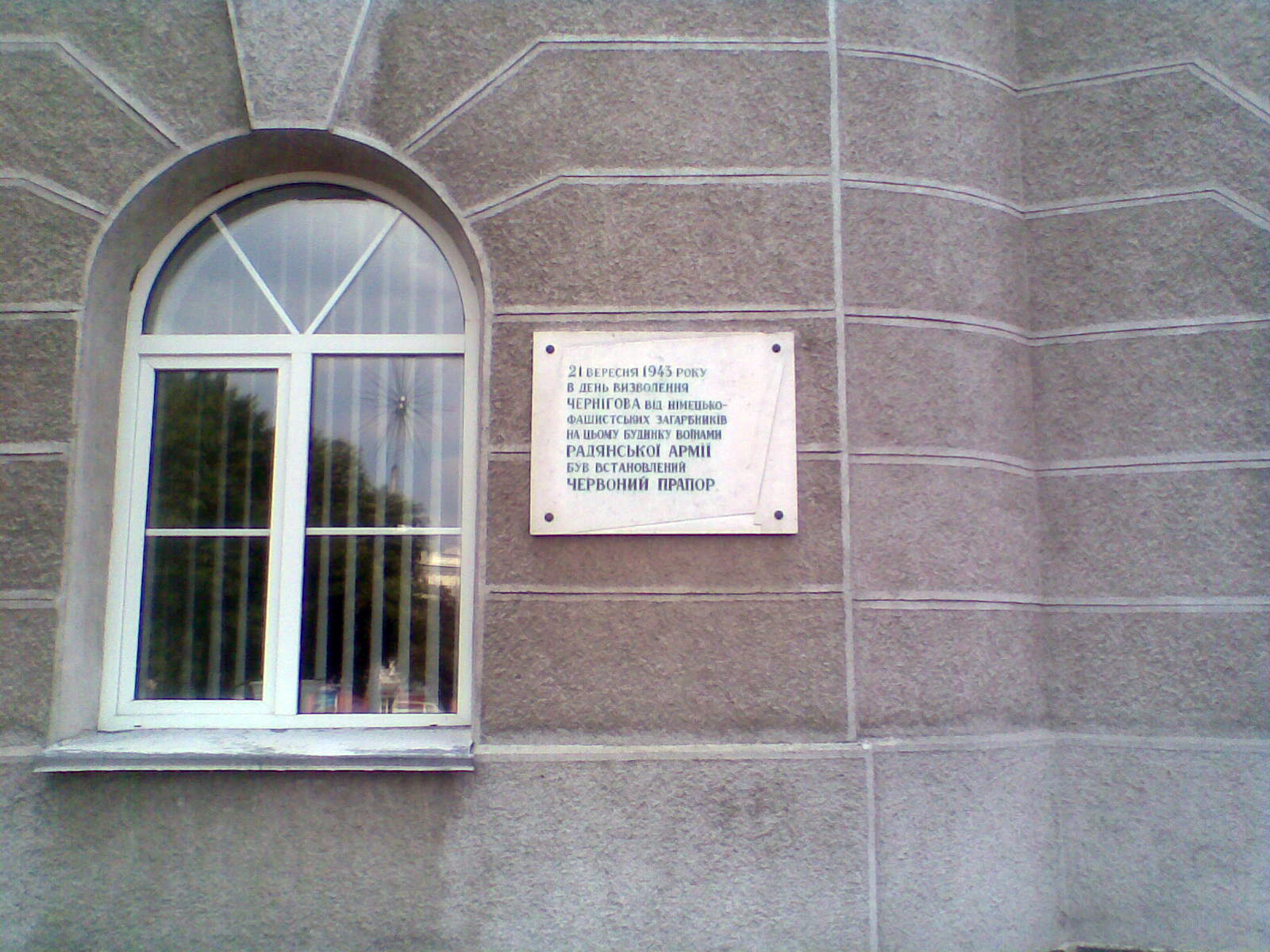
Пам'ятна дошка звільненню міста на стіні облвиконкому

Місто було взято в кільце, що не дало гітлерівцям підтягнути резерви. Прикриваючись танками і бронемашинами, вони почали відходити по Гомельському шосе і в північно-західному напрямку. На світанку 21 вересня на зруйнованій будівлі облвиконкому замайорів червоний прапор.
За два дні боїв було взято в полон 2 тис. німецьких солдат, захоплені 26 танків, 10 літаків, 50 мінометів, 51 автомобіль, 5 броньовиків, кілька складів. Наказом Верховного Головнокомандувача, 10 об'єднань і частин були перейменовані на «Чернігівські». 181-а стрілецька дивізія була нагороджена орденом Червоного Прапора. 28 бійців (14 росіян, 8 українців, 2 казахи, 2 євреї, татарин і чеченець) нагороджені званням Героя Радянського Союзу. 5 тис. містян були нагороджені орденами і медалями за партизанську діяльність.
Станом на листопад 1943 р. населення міста складало 26585 осіб. За час окупації були знищені 1740 будівель (70 % житлового фонду міста). Значних руйнувань зазнали пам'ятки дитинця, історичний музей. Під час відступу німецькі війська підірвали вагонне і паровозне депо.
22 вересня 1943 р. відновив свою роботу міськвиконком. До початку 1945 р. були відновлені 78 парт.організацій. На посади призначались, переважно, колишні партизани. Наприклад, секретарем міському працював колишній командувач партизанського з'єднання Ф. І. Коротков.

#### Повоєнна відбудова
З жінок-активісток створювались бригади по комунальним роботам. Вони мали розчищати вулиці від завалів, приводити в порядок сквери і парки. Також жінки опанували професії будівничих, штукатурів, каменярів, малярів. Окрім цього, до початку 1944 р. було сформовано 60 молодіжних бригад, загальним складом в 1000 осіб.
За місяць був збудований тимчасовий залізничний вокзал і відновлено депо. А до завершення 1944 р. в місті вже працювали 25 підприємств і 16 артілей промислової кооперації.
На житлове будівництво у 1944 році було виділено державою 3460 тис. рублів.
До кінця 1944 р. в місті функціонували лікарня на 250 місць, 2 поліклініки, 10 медпунктів і амбулаторій. Населення обслуговували 32 крамниці і 18 столових.
Ще з кінця 1943 р. відновились заняття у 7 середніх і семирічних школах, а з 1944 р. — в учительському інституті. Були відкриті медичне, залізничне училища. Відновили свою роботу клуби, бібліотеки, кінотеатр ім. Щорса. 7 листопада 1943 р. стала виходити газета «Деснянська правда».

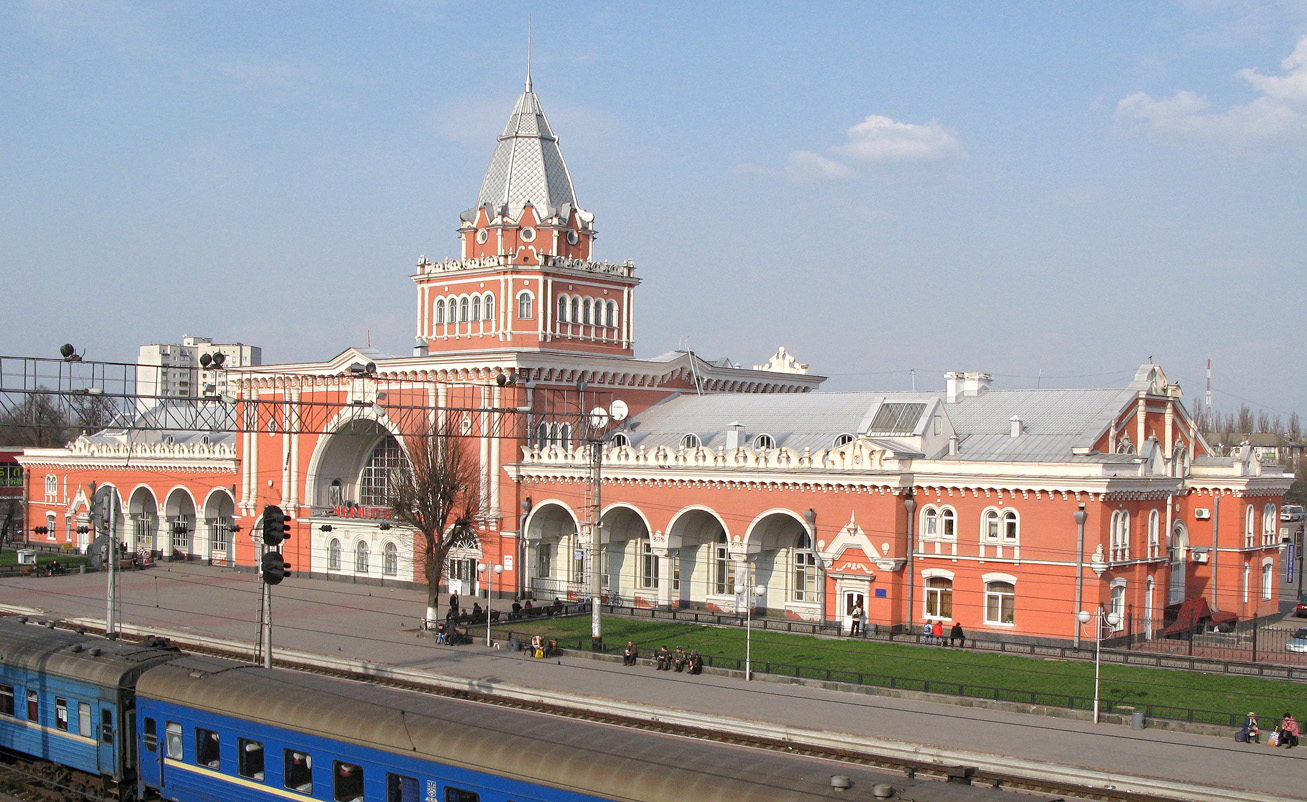
Чернігівський залізничний вокзал

Чернігів відбудовано за генеральним планом (1945, 1958 і 1968) і реконструйовано. В лютому 1946 р. ЦК КП(б)У і рада міністрів УРСР прийняли постанову «Про відбудову міста Чернігова», на що в цьому ж році виділено 22 млн рублів, а у 1950 р. ще 19,5 млн рублів. В перші роки будівництво велось по вул. Леніна (нині просп. Миру), на площі Куйбишева (нині Красна), вул. Свердлова, Радянській, Коцюбинського, в районі вокзалу. За роки 4-ї п'ятирічки було здано в експлуатацію 36 багатоповерхових будинків. 50 приватних будинків збудували робітники, яким було надано банківський кредит. До 1950 р. було оновлено 89 % довоєнної житлової площі. Були збудовані 14 шкіл, 13 адмінбудівель, готель «Десна», відновлені кінотеатр, будинок культури тощо. В 1950 р. по проєкту архітектора І. Гранаткіна було збудовано новий залізничний вокзал, збудовано залізничний міст через Десну. Також до 1950 р. було вимощено і заасфальтовано 62 тис. кв. метрів вулиць.
Великим досягненням післявоєнних десятиріч був порятунок історичних пам'яток — П'ятницької і Катерининської церков, Борисоглібського собору, будинку колегіуму, які перебували у напівзруйнованому стані. Відновленням П'ятницької церкви, яку при звільненні міста розбомбила радянська авіація, займався один з найкращих архітекторів країни — академік Петро Барановський. Він вирішив не відновлювати 13-купольну будівлю, а відновити вигляд церкви XI ст. На щастя, саме давньоруські стіни вистояли після вибуху снаряду, що впав неподалік.

#### Пізній СРСР

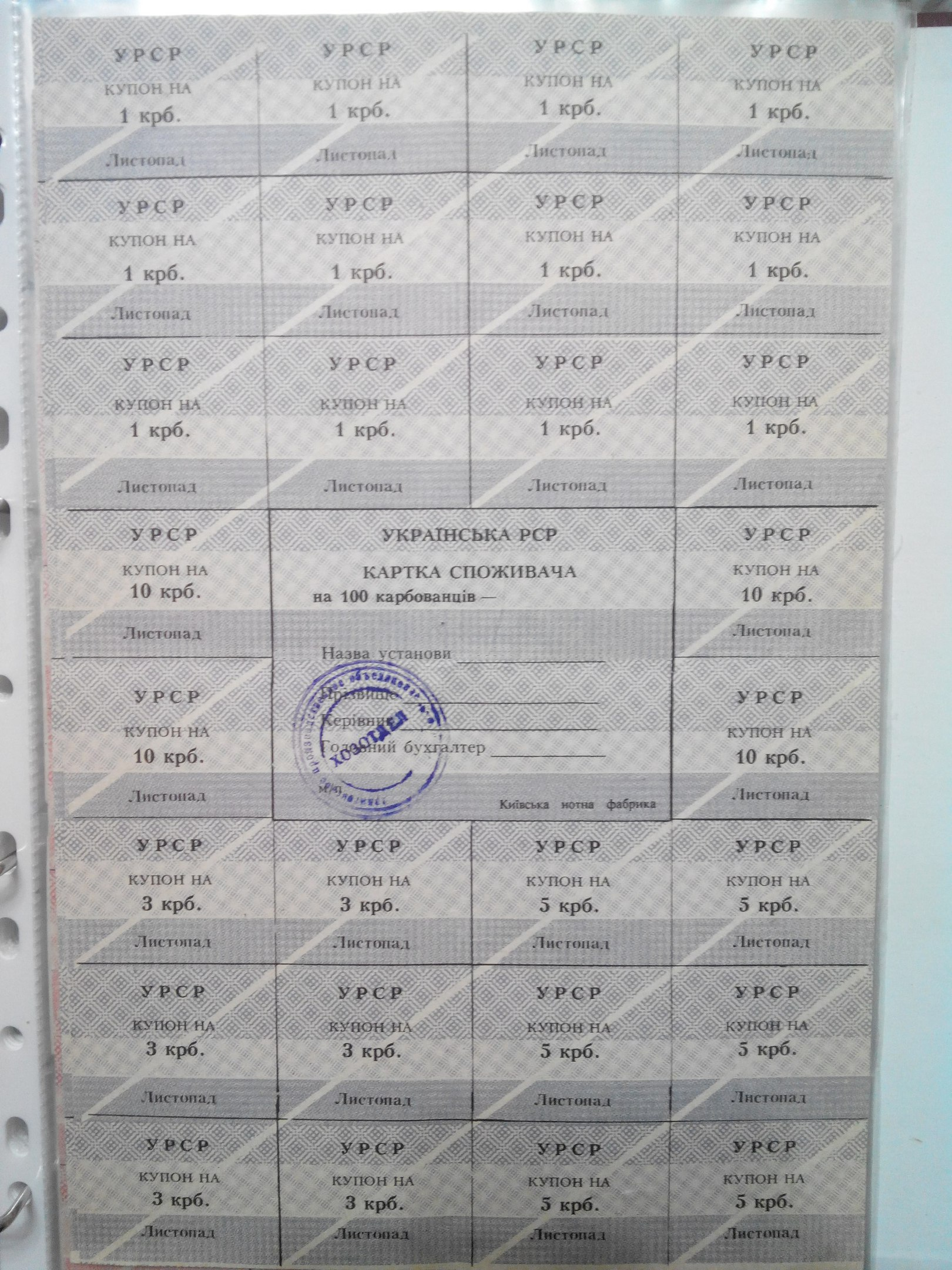
Сині листи купонів в рублях призначені для Чернігова і області. 1990 рік.

Населення Чернігова зростало швидко: 1959 — 89 585 осіб (у тому числі українці становили 69 %, росіяни — 20 %, євреї — 8 %, поляки — 1 %), 1970—158,873 осіб, 1980—245 000 осіб.
Найбільшу славу повоєнному Чернігову принесло Чернігівське військове авіаційне училище. Його створили у 1951 р. для підготовки льотчиків-винищувачів. Протягом понад сорока років існування в Чернігові було підготовлено понад шість тисяч льотчиків, серед них — дев'ять космонавтів, у тому числі, перший астронавт України Леонід Каденюк.
Продовжувалась реконструкція і розширення судноремонтних майстерень, швейної і кондитерських фабрик, хлібозаводу, пивоварні. Протягом 1950—1956 рр. було проведено реконструкцію заводу «Октябрьский молот». Збудовані маслозавод, фабрика лозових меблів, цегло-черепичний завод. У 1957 р. було закладено «Хімволокно», з 1958 р. почалось будівництво ТЕЦ. Протягом 60-х років — камвольно-суконний комбінат, войлояна фабрика, були запущені перші дві турбіни на ТЕЦ (до цього місто споживало електроенергію з Брянська).
8 квітня 1963 міністр комунального господарства Олександр Селіванов видав указ № 116 про організацію Чернігівського тролейбусного підприємства. Згодом на посаду начальника новоствореного тролейбусного підприємства призначили Якова Олександровича Гореліка. Будівництво проходило з притаманними соціалістичній системі розмахом і швидкими темпами. Протягом 1963 року були заасфальтовані вулиці, якими планувалося пустити тролейбус. На початку квітня 1964 вже надійшли перші чотири машини (2 МТБЕС і 2 ЗіУ-5). Підготовка до пуску першого тролейбуса проходила в гранично стислі терміни. З кінця жовтня вже проводилась обкатка побудованих ліній.
5 листопада 1964 на трасі завдовжки 22 кілометри відбулося офіційне відкриття трьох тролейбусних маршрутів: «Бобровиця — Капроновий завод (Хімволокно)», «Бобровиця — Камвольно-суконний комбінат» і «Бобровиця — Вокзал», на які вийшли 22 машини. Рух тролейбусів пролягав по вулицям: Шевченка, Пушкіна, Свердлова, Урицького, Попудренка, Леніна, Щорса.

Вже на кінець 1964 року парк нараховував 32 тролейбуси, а в КП «ЧТУ» працювало понад 200 працівників.
У 1970 році відкрив свої двері новий Палац піонерів і школярів, в 1973 році Чернігів поділяється на два райони — Деснянський та Новозаводський. 1975 року відкривається торговий центр «Дружба», а через рік ляльковий театр. 1980 року розробляється новий план реконструкції Чернігова. В ході його реалізації зводяться готель «Градецький» (1981), кінотеатр «Побєда» (1984 р.), розпочато будівництво видавничого комплексу «Десна».
Пришвидшене будівництво великих підприємств поклало початок бурхливому зростанню населення міста. Приблизно за 30 років воно збільшилось більше ніж втричі, і наприкінці 1980-х рр. становило уже понад 300 тисяч мешканців. Відповідно виникла гостра житлова проблема, для розв'язання якої велось масове будівництво нових кварталів і мікрорайонів. Почалась забудова панельними будинками вул. Рокосовського і її околиць, дев'ятиповерхівки збудували в районі Заводу АвтоЗапчастин., з 1989 р. почалась забудова новоприєднаного району Масани.

### Зубожіння соціалістичного режиму в Чернігові
Першим провісником політичного колапсу стала Чорнобильська катастрофа 26 квітня 1986 р. Комуністична влада довго приховувала трагедію і примусила чернігівців, як і мешканців всіх прилеглих до зони аварії міст, марширувати на демонстрації 1 травня. А в ці дні радіоактивна небезпека була найбільшою.
Тисячі чернігівців віддали своє здоров'я під час ліквідації наслідків аварії. Однак самому місту пощастило — радіоактивне забруднення оминуло його, оскільки в перші тижні після катастрофи вітер дув на всі боки від Чорнобиля, але лише не на Чернігів.
З 1989 р. розпочалась хронічна нестача продовольства і побутових товарів. Довелося вводити картки на купівлю харчових продуктів і одяг, аж до колготок і шкарпеток. Затим в місті поширились листові купони синього кольору, без яких не були дійсні будь-які покупки. Невдоволення населення різко зростало.

### Чернігівці в боротьбі за незалежність України
У перший тиждень 1990 р. на розі вулиць Рокоссовського і Доценка десь біля 19-ї години вечора сталася ДТП. У Ваз-2103 в'їхала облвиконкомівська «Волга». У салоні були завідувач оргвідділу облвиконкому Валерій Заїка та водій Григорій Зінченко. Після зіткнення водій «Волги» намагався поїхати з місця ДТП, але не зміг, бо позаду заважав тролейбус. Від удару у «Волги» розкрився багажник і люди побачили в ньому копчену ковбасу, окороки, коньяк та інші продукти, що були на той час делікатесами і дефіцитом
Чернігівці, яким за продуктами доводилось годинами стояти в чергах, обурені несправедливістю почали громити автомобіль, потім використали його як трибуну. Виник стихійний мітинг. Потім «Волгу» потягли до будинку першого секретаря обкому. Стихійний марш протесту вщух далеко за північ лише на Красній площі, куди протестуючі притягли вже досить понівечений автомобіль.
Після нічних подій була низка мітингів, один з яких, найчисленніший (близько 10 тисяч чоловік), відбувся 7 січня біля будівлі обкому.
Результатом мітингів стала зміна керівництва. Було звільнено з посад ряд керівників області та міста, які втратили довіру і авторитет у жителів області, в тому числі першого секретаря Чернігівського обкому КПРС Л. І. Палажченка. Вимоги мітингу, підготовані Народним Рухом, нове керівництво виконало в незначному обсязі. Принципових змін у суспільно-політичному житті області не сталось. Але Чернігівські події показали, що позиції компартійної верхівки не є непохитними і є інші сили. Люди зрозуміли, що разом вони можуть щось змінити.
Після Чернігова інші міста країни провели аналогічні мітинги і протести. Одна з найвідоміших акцій це Революція на граніті. Чернігівська Ковбасна революція стала однією з тих подій, яка зіграла важливу роль у становленні незалежності України.

## Незалежна Україна

### Кінець ХХ — початок ХХІ століття

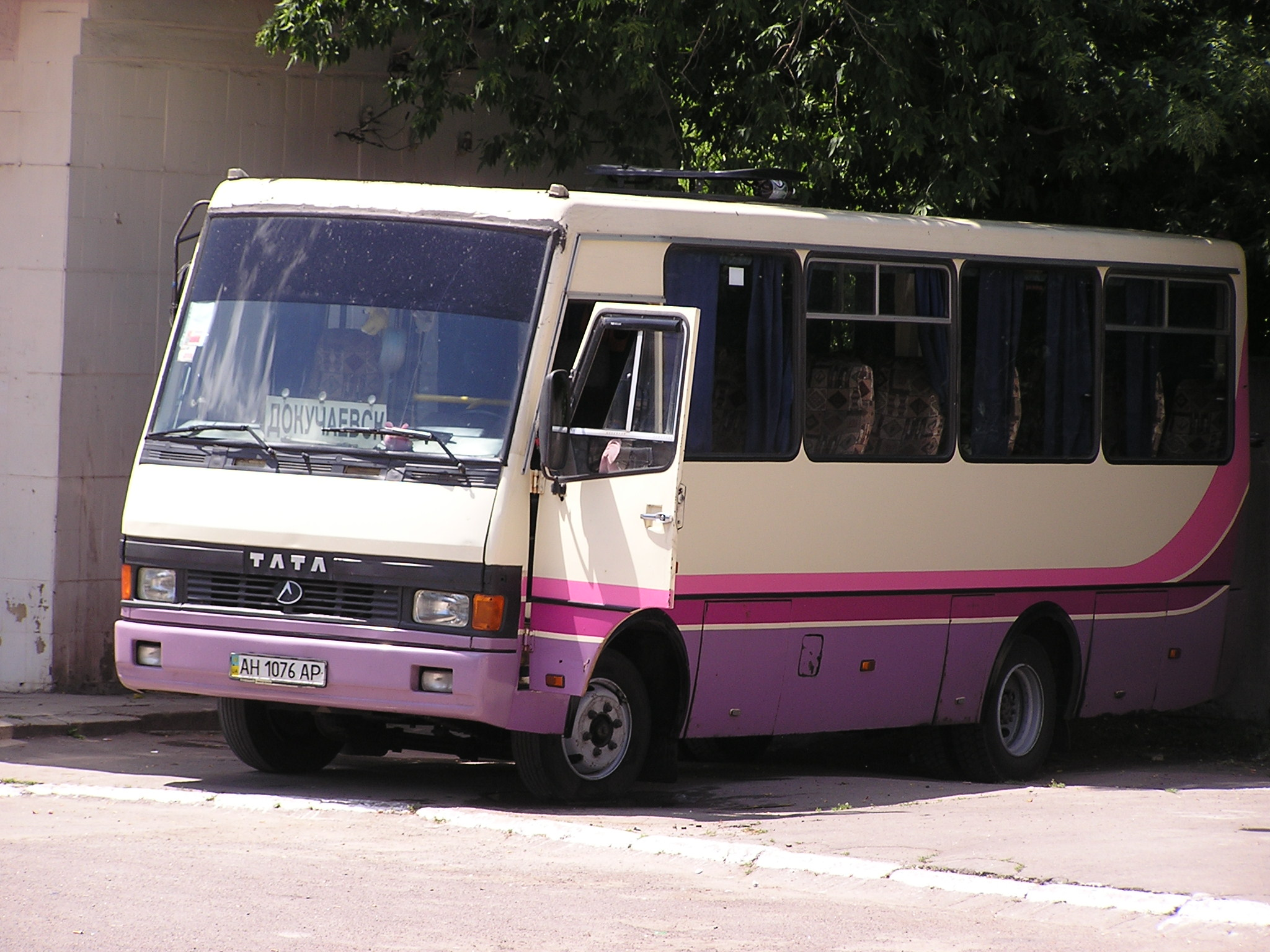
Чернігівський автобус

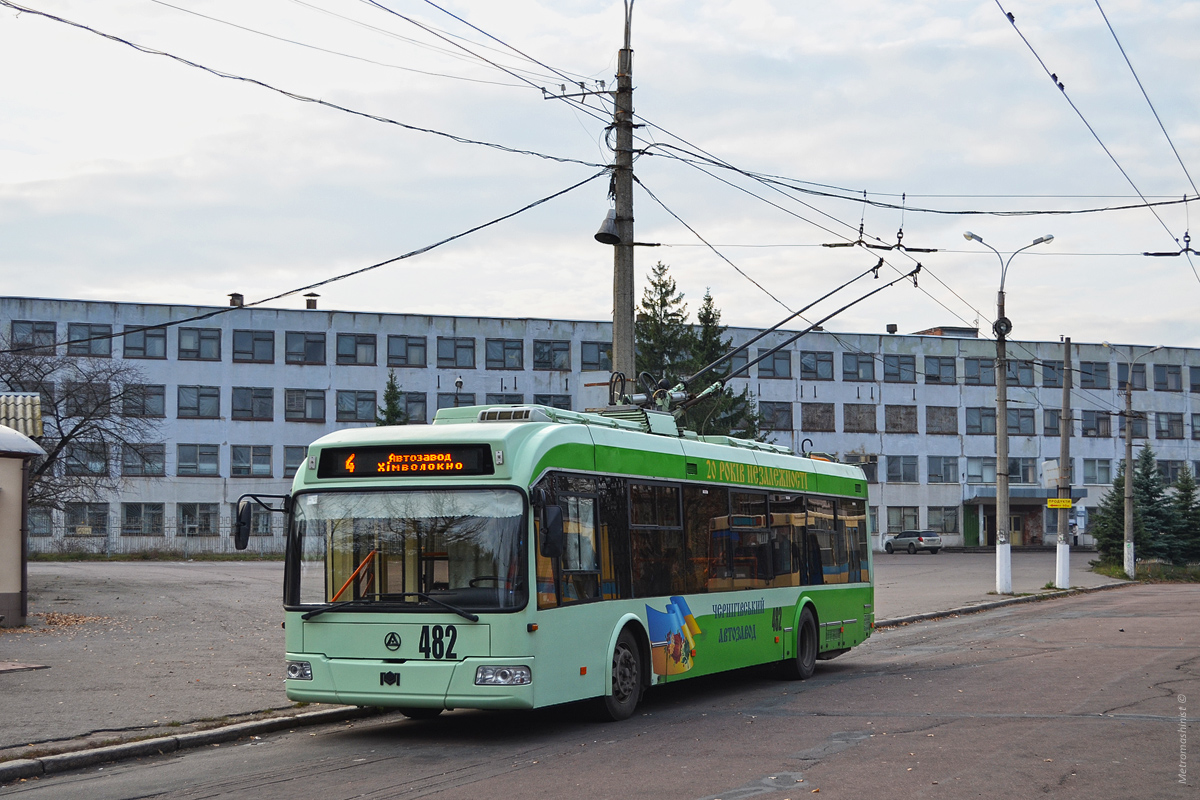
Чернігівський тролейбус

У 2003 р. на основі кількох зубожілих підприємств (Чернігівавтодеталь, ЧЗСА) було сформовано Чернігівський автозавод. Перший автобус з конвеєра ЧАЗа зійшов 19 вересня 2003 року.
Зараз в Чернігові випускають такі види автобусів: БАЗ-2215 «Дельфін» на шасі ГАЗ-3302, БАЗ-А079 на шасі індійської «Тата», ЧАЗ-А074 «Чорнобривець» та ЧАЗ-А083.10 «Мак» на китайському шасі FAW.
Чернігівські автобуси протягом десятиріччя витіснили із міст України незручні і неякісні маршрутки кустарного виробництва.
У 2010 році підприємство розпочало виробляти перший чернігівський тролейбус. 2011 року, до Дня Незалежності — підприємство виготовило першу одиницю, з назвою БКМ-321 і передало його місту.
У 2004 р.чернігівські спортсменки Олена Костевич і Наталя Скакун завоювали золоті олімпійські медалі. Разом із знаменитим баскетболістом Олександром Волковим вони складають трійку чернігівців — олімпійських чемпіонів. Великих успіхів досягнув чернігівський важкоатлет Олександр Пеканов, який входить до числа найсильніших людей планети. У сфері культури Чернігів відомий завдяки музичним і театральним колективам (хор імені Бортнянського, симфонічний і військовий оркестри, молодіжний, драматичний і ляльковий театри), які тримають високий рівень виконавської майстерності.
Нещодавно Чернігів визнано екологічно найчистішим містом України. Та все ж, як і раніше, основне багатство міста складає спадок минулих поколінь. Це монументальні споруди XI—XVIII ст. та цивільна архітектура XIX — початку XX ст.
30 червня 2018 року у Чернігові пройшла сильна злива, внаслідок чого випала місячна норма опадів (70 мм) та було підтоплено біля 90 домогосподарств на біля 20-ти вулицях міста. В результаті негоди з підтоплених домоволодінь було госпіталізовано 3 потерпілих. Через підтоплення було тимчасово відселено 50 осіб з двох будинків, в яких після негоди стало небезпечно знаходитись. Також було організовано збір необхідних речей для потерпілих родин.
У 2020 році в Чернігові розпочалася епідемія коронавірусу. Перший випадок хвороби в області зафіксовано 26 березня в Борзнянському районі, в Чернігові — 22 квітня.
Станом на 12 червня 2020 року в Чернігові було 105 випадків інфікування із 385 по області.

### Революція Гідності

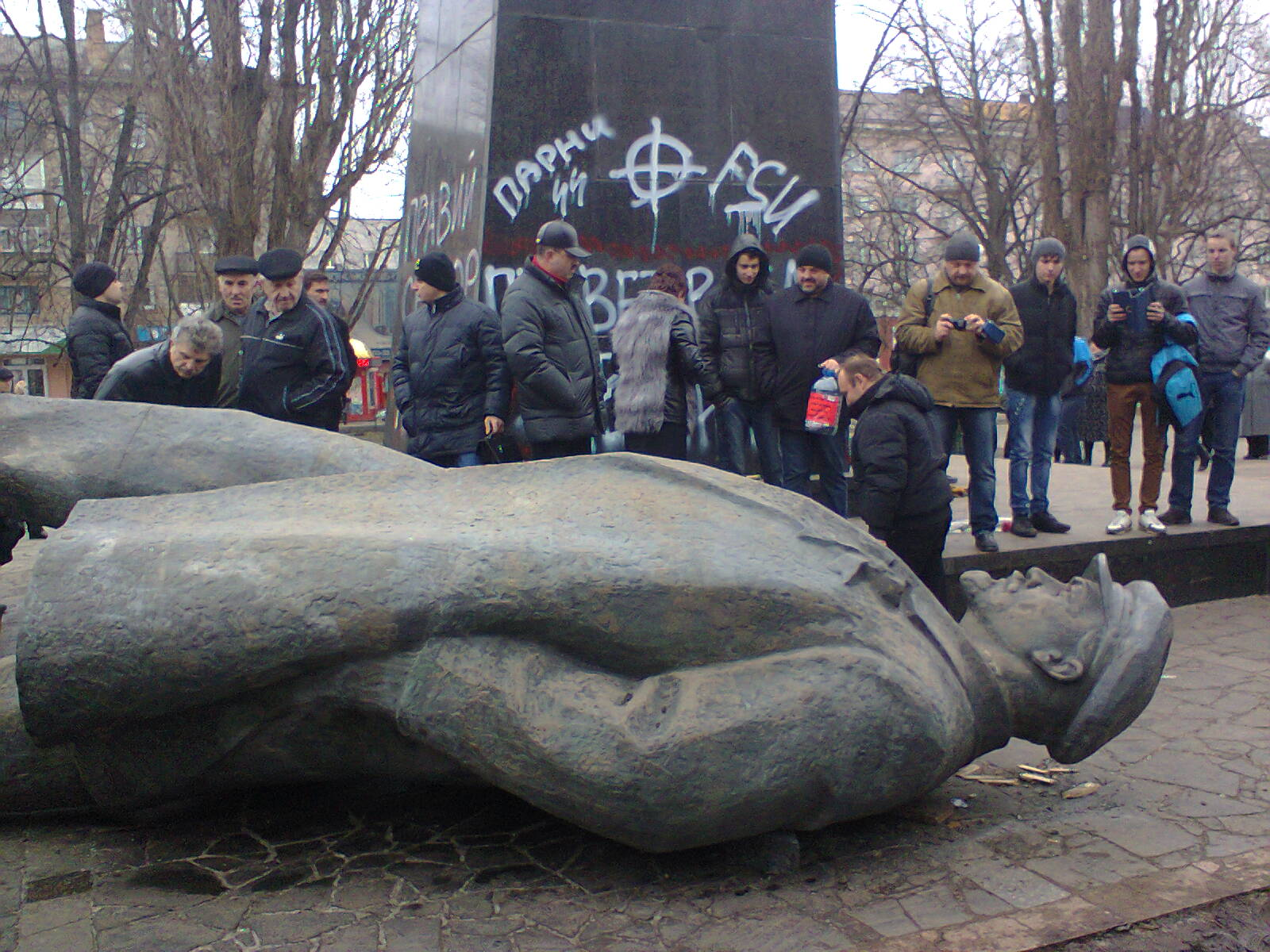
Біля поваленого пам'ятнику Леніна. Ранок 22 лютого 2014 р.

21 листопада 2013 р. в Києві на Майдані Незалежності розпочався мітинг на знак протесту проти рішення уряду України заморозити переговори з Євросоюзом щодо угоди про асоціацію.
Чернігів приєднався до Євромайдану вже 22 листопада. О 16-й годині під будинком Чернігівської ОДА зібралось близько сотні громадян. Але вже за годину усі розійшлися — завадив дощ.
23 листопада в інтернеті поширили інформацію про розгортання Євромайдану навпроти Чернігівської ОДА зі встановленням колонок, проєктора та видачею гарячого чаю. Акцію оголосили безстроковою. В цей час Чернігівська міськрада, спираючись на інформацію від міськвідділу УМВС щодо нездатності забезпечити громадський порядок під час акції, звернулася до Чернігівського окружного адміністративного суду з позовом щодо заборони встановлення наметів та використання звукопідсилюючої апаратури під час проведення акції. Позов було задоволено.
25 листопада 2013 р. об 11 годині ранку в сквері ім. Попудренка відбувся невеликий пікет, який, однак, було розігнано. Один з пікетувальників, навіть, вчинив спробу самоспалення, але його швидко схопили і відвели подалі від народу. Після цього, згідно з рішенням окружного адмін. суду, міліція почала арешт майна євромайдану (намети, апаратура тощо). Хоча рішення суду не забороняло зібрання (заборонялось лише встановлення наметів і апаратури), міліція розігнала натовп.
26 листопада чотири мітингувальники у супроводі журналістів прийшли до Чернігівської міськради, щоб дізнатися від міського голови про причини розгону людей. Олександр Соколов до них не вийшов. Мітингувальники спілкувались із секретарем міськради Олегом Шереметом і першим заступником міського голови Сергієм Андросом.
7 грудня 2014 р. з 13-00 до 15-00 був мітинг, на якому було до 1000 осіб. На 10 грудня біля Красної площі стояли кілька білих агітаційних наметів «Батьківщини» і 2 намети, в яких розміщувалися мітингуючі. Міліції — 2 особи на відстані 100 метрів від намету. Кількість мітингуючих — близько 10 чоловік. Роздавали газету «Слово Батьківщини». У ній заклик Юлії Тимощенко «брати владу у свої руки».

20 лютого 2014 р. на молебені про жертв виступів у Києві (Небесна сотня) зібралась повна площа людей.
Ввечері 21 лютого 2014 р. радикально налаштована молодь скинула з постаменту пам'ятник Леніну по просп. Миру. Подивитися на те, як завалиться головний комуністичний символ Чернігова, на п'ятачку між головпоштамтом та готелем «Україна» зібралося 2,5-3 000 чернігівців. Правоохоронці, які стояли віддалік, у конфлікт не втручалися.
Також мали місце погроми в облвиконкомі.
14 листопада 2014 р. біля Катерининської церкви, під час факельної ходи на честь 72-ї річниці УПА, націоналістами було знесено пам'ятник-погруддя голові реввійськради РРСФР Михайлу Васильовичу Фрунзе. Цікавим є те, що до 1918 р. на гранітному постаменті стояло погруддя імператора Олександра III, яке знесли більшовики, згодом встановивши погруддя Фрунзе.
9 лютого 2015 р. представники націоналістичних організацій знесли погруддя народному комісару військових справ УСРР Миколі Подвойському і головнокомандувачу південного революційного фронту Володимиру Антонову-Овсієнку.
17 квітня були знесені погруддя командувачу «Украинского революционного полка имени товарища Богуна» Миколі Щорсу і командиру 1-ї української повстанської дивізії Миколі Кропив'янському.
Вночі 25 квітня 2015 р. було знесене погруддя члена Народного Секретаріату Української Народної Республіки Рад Юрія Коцюбинського з комплексу погрудь комуністичних діячів на Алеї Героїв. У місцевих ЗМІ з'явилася інформація, що відповідальність за знесення погруддя взяла на себе ультраправа організація «Третя позиція» [Архівовано 3 лютого 2014 у Wayback Machine.].
Після цього активізувалась дискусія навколо комплексу погрудь на Алеї Героїв. Ветерани Німецько-радянської війни виступили категорично проти знищення комплексу. Історики запропонували діяти зважено, вивчаючи біографію кожного діяча. Націоналістичні організації виступили за радикальне знищення комплексу. Мер міста запропонував вирішити питання на загальних слуханнях.

### Російсько-українська війна
24 лютого 2022 року Росія розпочала повномасштабне вторгнення в Україну.
За наказом командувача Оперативного командування «Північ» генерал-майора Віктора Ніколюка оборону міста очолив полковник Дмитро Брижинський.
На підступах до Чернігова, на трасі Ріпки-Чернігів, першими в бій із російськими загарбниками вступили танкісти 1-ї окремої танкової бригади. Вдалими діями з засідок, при підтримці вогню артилерії, танкісти завдали втрат передовим підрозділам противника, що дозволило підрозділам Чернігівського гарнізону підготувати, зайняти оборонні позиції навколо міста та організовано вступити в бій з загарбниками. Своєчасне зайняття підрозділами Чернігівського гарнізону бойового порядку навколо міста, забезпечило організований відхід на околиці міста 1-ї танкової бригади.
Російські війська підступили до міста, та, не маючи змоги його захопити, почали масований обстріл його цивільної інфраструктури авіацією та артилерією.

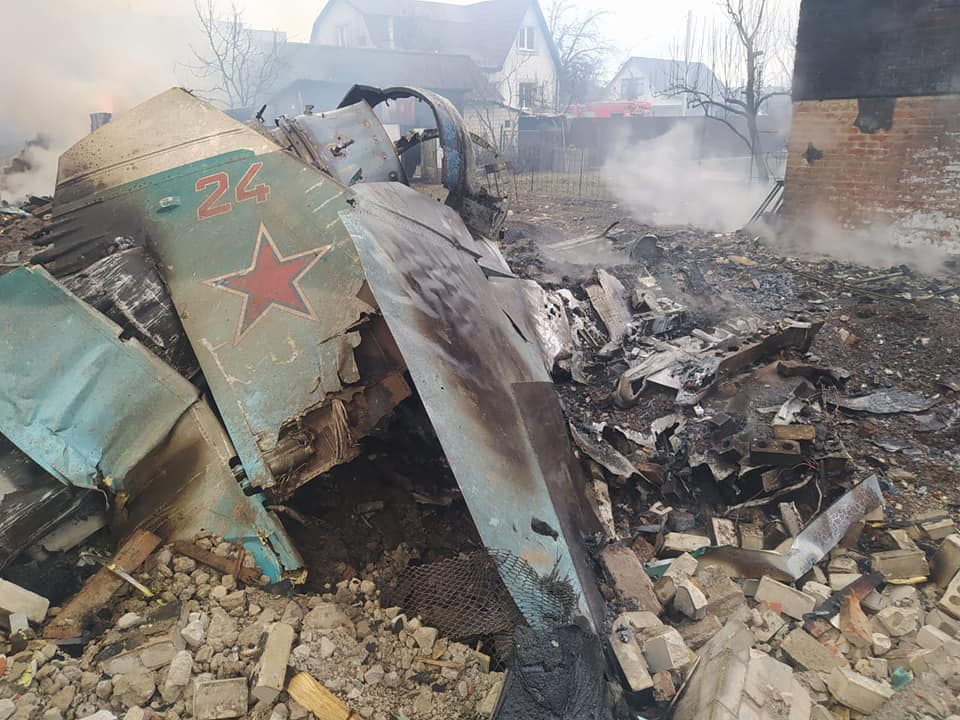
Збитий російський Су-34 в Чернігові 5 березня 2022.

Станом на 22 березня місто, після трьох тижнів безперервних обстрілів, перебувало на межі гуманітарної катастрофи. Уночі з 22 на 23 березня внаслідок російського авіабомбардування було підірвано автомобільний міст через Десну, який слугував сполученням міста з Києвом та всією Україною, що вкрай загострило ситуацію. В місті не було електрики, майже були відсутні вода, газ, зв'язок. Зі слів міського голови Владислава Атрошенка, деякі мікрорайони знищені на 70 %.
Із 3 квітня 2022 року обстріли міста практично припинилися, до міста стали завозити гуманітарну допомогу.
6 березня 2022 року Президент України Володимир Зеленський з метою відзначення подвигу, масового героїзму та стійкості громадян, виявлених у захисті своїх міст під час відсічі збройної агресії Російської Федерації проти України, присвоїв Чернігову почесну відзнаку «Місто-герой України».
Хоча місто і не знаходилося в тимчасовій окупації, це були чи не найважчі часи в історії Чернігова. Деякий час місто знаходилося у кільці, російські війська намагалися пробитися до міста. Але усі спроби було успішно пригнічені зусиллями сміливих захисників міста-героя. Але проти регулярних обстрілів та бомбардувань нічого вдіяти не вдавалось. Страждали як об'єкти інфраструктури, так і житлові будинки.
Чернігів став одним з найбільш зруйнованих міст України після повномасштабного вторгнення Російської Федерації в Україну.